# Primera División de Uruguay
La Primera División de Uruguay, llamada oficialmente Liga AUF Uruguaya, es la máxima categoría del sistema de ligas de fútbol de Uruguay, y es organizada por la Asociación Uruguaya de Fútbol. Anteriormente fue conocida como Campeonato Uruguayo e históricamente como Campeonato Uruguayo de Primera División Profesional, Liga Uruguaya o Copa Uruguaya. Comenzó a disputarse en el año 1900 y lleva 125 ediciones. Es una de las ligas de fútbol más antiguas del mundo.
Es considerada como la 23.ª del mundo en el siglo XXI según el ranking oficial de la Federación Internacional de Historia y Estadística de Fútbol (IFFHS). Es una de las pocas ligas de Sudamérica que casi no sufrió cambios ni interrupciones a lo largo de su historia. El más significativo fue en temporada 1994, con el paso de un formato de todos contra todos en dos ruedas, a una división de la temporada en dos torneos cortos (Torneo Apertura y Torneo Clausura), los cuales, junto con la tabla acumulada (Tabla Anual), dan el acceso hacia la definición del título. Posteriormente, desde 2017 se incorporó un tercer torneo corto entre el Apertura y el Clausura, llamado por esta razón Torneo Intermedio.
A lo largo de su historia un total de sesenta clubes han participado de la liga, siendo el Club Nacional de Football, el equipo con más presencias con 124 (solo no jugó la edición inaugural). Un total de once clubes han resultado campeones, y la mayoría de las temporadas han sido oligopolizadas por los dos grandes del fútbol uruguayo: el Club Atlético Peñarol, que logró 54 títulos y Nacional, que conquistó 49 títulos. Los otros equipos que conquistaron el Campeonato Uruguayo fueron Defensor Sporting, Danubio y River Plate Football Club con 4 títulos, Montevideo Wanderers con 3 títulos y Rampla Juniors, Bella Vista, Central Español,  Progreso y Liverpool con un título.

## Sistema de disputa

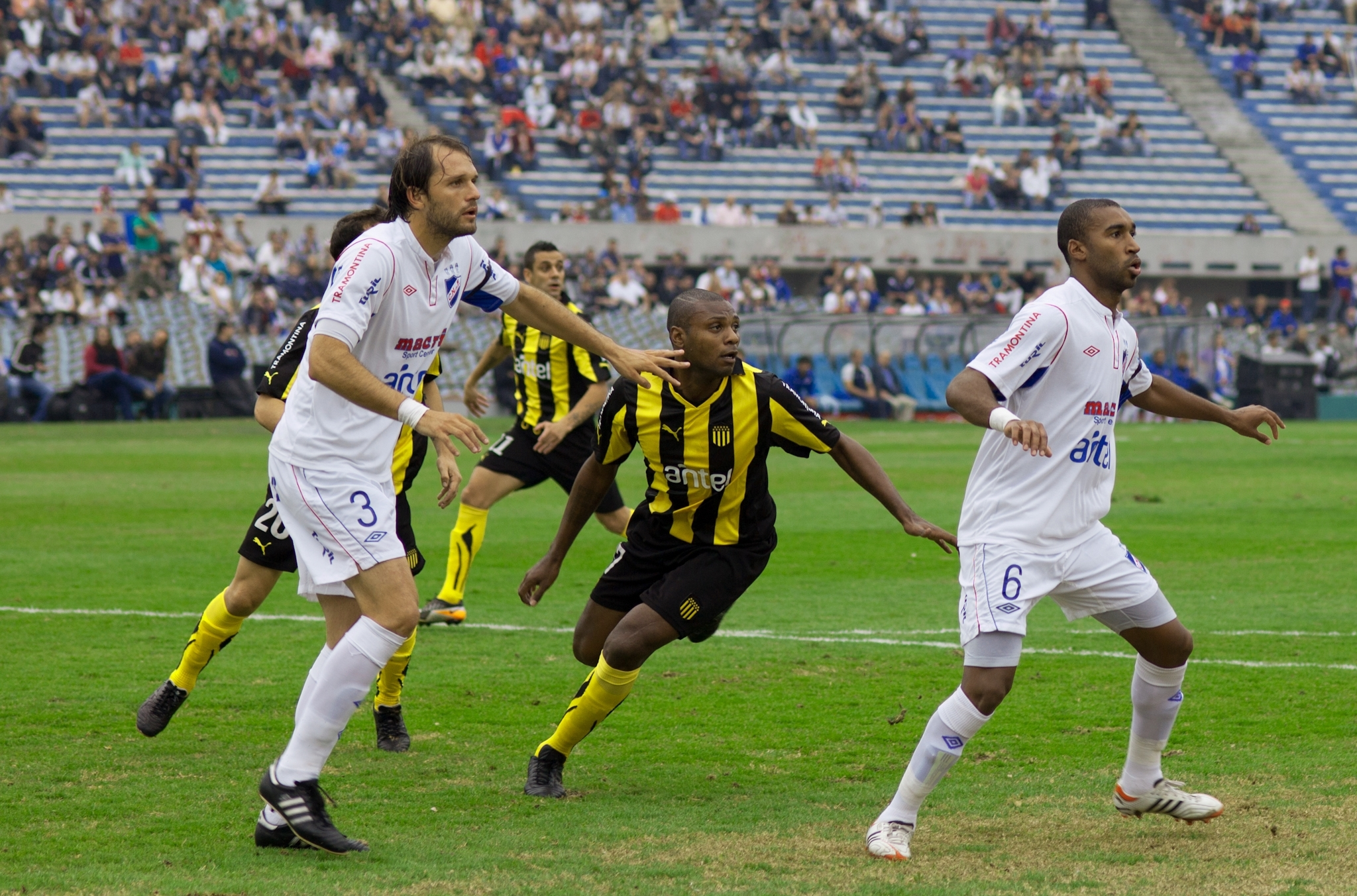
Los partidos entre Nacional y Peñarol son el principal atractivo del Campeonato Uruguayo.

El campeonato se disputa de forma anual, como ocurrió a lo largo de casi toda su historia. Excepcionalmente, se cambió al formato del calendario europeo desde el campeonato 2005-06 y hasta el 2015-16. La liga uruguaya llegó a disputarse entre 20 clubes, pero en la actualidad son 16 los que participan de la Primera División.
A partir de la edición de 1999, la Asociación Uruguaya de Fútbol incorporó a equipos del interior del país (por fuera de su capital, Montevideo) para que participaran directamente del Campeonato Uruguayo, buscando la integración nacional (curiosamente para el campeonato de ese mismo año Frontera de Rivera había logrado el ascenso). Son pocos los departamentos que han tenido representantes en Primera División: exceptuando a Montevideo (único departamento presente en todas las ediciones), solo ocho departamentos son los que tuvieron algún equipo compitiendo: Rivera, Paysandú, Maldonado, Tacuarembó, Canelones, Rocha, Colonia y Cerro Largo. 
Los Torneos Apertura y Clausura se instalaron en la temporada 1994, como una forma de aumentar la emoción de la competencia y aumentar las recaudaciones por venta de entradas. Hasta entonces, el campeonato uruguayo se disputaba generalmente con el clásico sistema de liga a dos rondas (con variaciones en las distintas décadas, por momentos se disputaron tres rondas, en otros se incorporó una liguilla final entre los mejores, etc.). Con el nuevo formato, la primera ronda pasó a llamarse Torneo Apertura y la segunda Torneo Clausura. El Torneo Apertura se disputa en la primera mitad del año y el Clausura en la segunda. En las temporadas 2001, 2002 y 2004 se instauró el Torneo Clasificatorio el cual clasificaba equipos a la definición del campeonato (Torneos Apertura y Clausura).
En 2005 se cambia el orden de los torneos, pasando a disputarse el Apertura en la segunda del año y el Clausura en la primera mitad del año siguiente, de forma de acompasar la temporada al calendario europeo. A partir de la temporada 2017 se vuelve a disputar bajo el régimen inicial, a la vez que se instaura un nuevo torneo, el Torneo Intermedio que se disputa entre Apertura y Clausura en dos series. Solo un equipo de los competidores logrará obtener el título de Campeón Uruguayo. Es a través de la obtención del Torneo Apertura, Torneo Clausura o de la Tabla Anual, que un equipo obtiene el acceso a la definición del título.

### Definición del Campeón Uruguayo

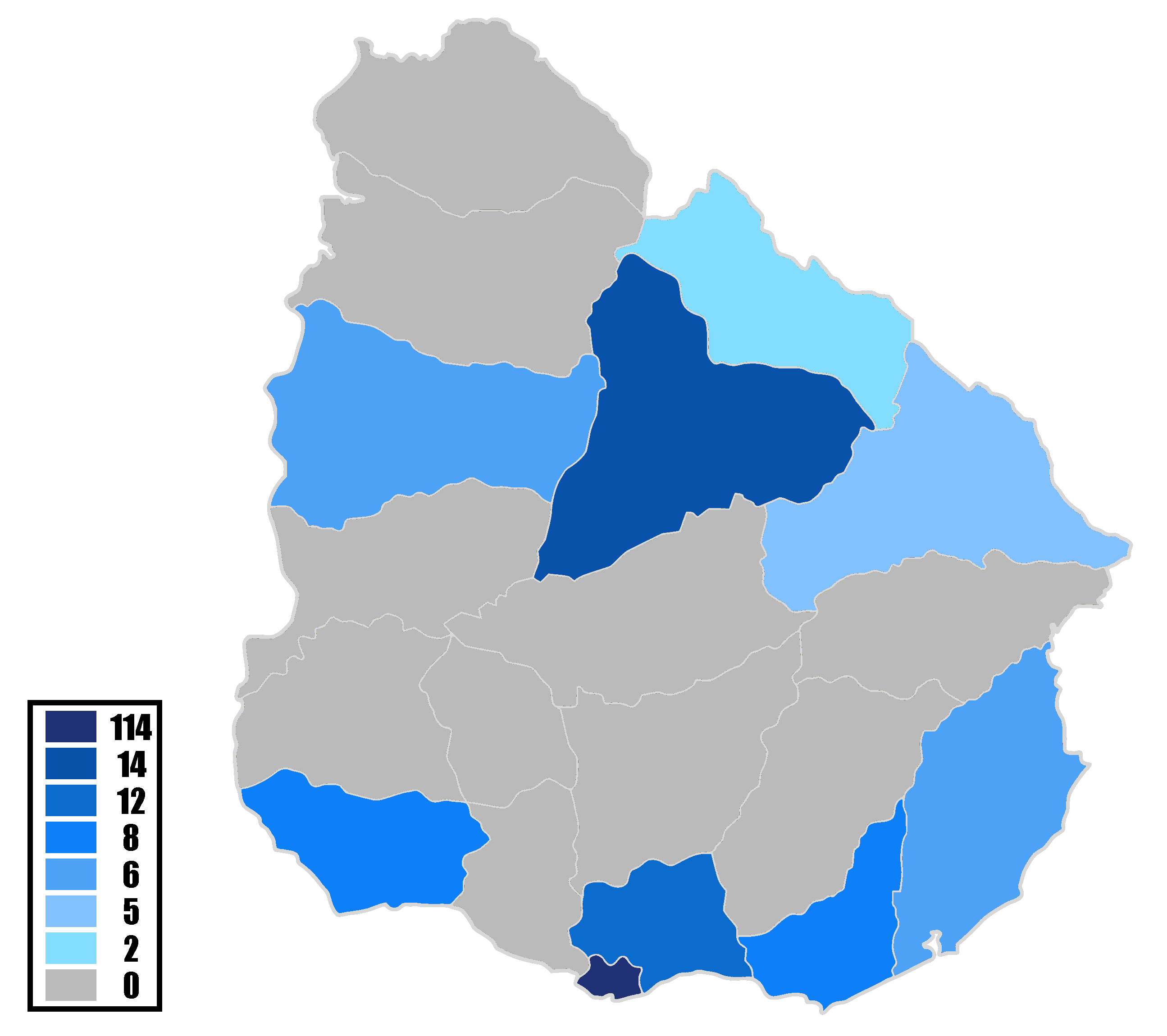
Mapa que muestra la participación de los departamentos en el Campeonato Uruguayo de Primera División, por edición.

Para definir al campeón de la temporada, luego de disputados los torneos, se realizan las finales por el Campeonato Uruguayo: en las cuales participan, en carácter de semifinal, los campeones del Torneo Apertura y Torneo Clausura, y el ganador de este partido define la final contra el ganador de la Tabla Anual (suma de puntos de todos los torneos de la temporada: Apertura, Intermedio y Clausura). Si un mismo equipo gana el Apertura y el Clausura, y no la anual, se jugará una final entre el campeón de la anual y el campeón de ambos torneos. Si el ganador del Apertura y Clausura también gana la Tabla Anual se consagra automáticamente Campeón Uruguayo.
La semifinal consta de un único partido, con prórroga y penaltis en caso de empate, mientras que las finales son en dos partidos, definiéndose por puntos, por diferencia de goles o por penaltis.

### Clasificación a las copas internacionales
Desde la edición 2017 los cupos se definen así: El campeón uruguayo clasificará a la fase de grupos de la Libertadores, el vicecampeón uruguayo (sea el perdedor en las finales o el segundo mejor clasificado de la Anual) también clasificará a la fase de grupos de la Libertadores. El resto de los equipos se alinean según las posiciones en la Tabla Anual: el tercero, el cuarto y el campeón de la Copa AUF Uruguay(desde 2024) clasifican a fases previas de Copa Libertadores, y del quinto al séptimo clasifican a la Copa Sudamericana.

### Descenso a Segunda División
El descenso a Segunda División se define por la Tabla de Descenso, la cual es un promedio entre el puntaje obtenido durante dos temporadas, descendiendo los tres últimos de la misma. A los equipos recién ascendidos sólo se les considera la temporada actual.

## Copas de la Liga
Desde el inicio del Campeonato Uruguayo en 1900, en la mayoría de las ediciones se realizó al menos una copa oficial, organizada por la Asociación Uruguaya de Fútbol, aunque en las últimas décadas esto casi no ocurrió. En general, nunca se contó con un sistema de ligas que incluya la disputa de una copa doméstica que posibilite enfrentamientos entre equipos de las tres divisionales existentes, aunque si tuvo en gran parte de su historia la realización de copas en paralelo, pero solo para equipos de la Primera División. La única excepción fue la disputa del Torneo de Copa de 1969, que permitió una competencia entre clubes de primera y segunda división.
Desde el año 2018, la AUF introdujo la Supercopa Uruguaya, torneo que premia al ganador absoluto del año. Se disputa en el mes de enero y clasifican tanto el vigente Campeón Uruguayo, como el vencedor del Torneo Intermedio.

## Historia

### Comienzos e inicios del Campeonato Uruguayo
El fútbol fue introducido por los inmigrantes ingleses en los años 1880, más precisamente a la ciudad capital de Montevideo. El primer partido de fútbol del cual se tiene conocimiento en Uruguay fue el disputado en 1881 entre los clubes Montevideo Rowing Club (fundado en 1874) y Montevideo Cricket Club (1861), ambas instituciones polideportivas.
El primer equipo uruguayo dedicado principalmente a la práctica del fútbol fue el Albion Football Club, fundado el 1 de junio de 1891. Precisamente, Enrique Cándido Lichtenberger, por entonces dirigente de Albion, tuvo la idea de crear un campeonato de fútbol e invitó a los clubes Central Uruguay Railway Cricket Club, Deutscher Fussball Klub y Uruguay Athletic Club para formar la liga. El 30 de marzo de 1900 se constituyó en Montevideo la The Uruguay Association Football League, conformada por cuatro equipos (CURCC, Albion, Uruguay Athletic y Deutscher), con el fin de organizar el fútbol en el país y sus campeonatos. Dicha asociación se encarga de organizar el primer torneo, disputándose en ese mismo año y por esos mismos cuatro equipos. En aquellos años el fútbol inglés dominaba en la zona del Río de la Plata, por lo que el primer campeonato fue conquistado por el CURCC, equipo de fuertes raíces inglesas. Para la segunda edición se sumó Nacional, equipo criollo surgido en respuesta a los clubes ingleses, al que no se le había permitido su ingreso un año atrás.
Desde los primeros años, el torneo fue dominado por CURCC y Nacional, que desarrollaron una gran rivalidad, dando origen al primer clásico del fútbol uruguayo. Durante 1908, tanto el CURCC como Nacional terminaron sin presentarse a los últimos partidos del torneo por desacuerdos con algunos fallos arbitrales, y terminaron generando su propio torneo de forma paralela, llamado Copa Cat, en homenaje al gerente de la Sociedad Comercial de tranvías, Juan Cat, habitual colaborador del fútbol. Inicialmente se disputaría al mejor de tres partidos, en paralelo a la definición del Campeonato Uruguayo, aunque al final fueron cuatro encuentros, todos disputados en el Parque Central.
Este punto de desencuentro entre Nacional y CURCC con las autoridades de la AUF, fue un acercamiento entre las dos instituciones, aunque su rivalidad seguiría creciendo año a año. En 1913, CURCC disputa su último campeonato como tal, figurando su cupo en el torneo de 1914 como Club Atlético Peñarol. La continuación o no entre el CURCC y el Club Atlético Peñarol ha dado lugar a varias discusiones, desatándose la controversia por el decanato.

### Cisma del fútbol uruguayo (1922-1925)
En 1921 Peñarol, que había ganado el campeonato uruguayo, quiso jugar la Copa Aldao con Racing, que era campeón de la Asociación Amateurs de Football, en lugar de enfrentar a Huracán, que era ganador de la Asociación del Fútbol Argentino. El artículo 7 del estatuto no permitía que las instituciones afiliadas a esa entidad disputarán encuentros contra clubes de la Asociación Amateur Argentina, asociación disidente de aquel país.
En septiembre de 1922, pocos días antes de viajar a Brasil para disputar la Copa América, Peñarol exigió a la AUF que la selección uruguaya no enfrentara a la argentina, que era defendida por jugadores que participaban en la AFA, afiliada a la FIFA. Peñarol amenazó que, si la AUF mantenía su posición, no cedería a sus jugadores para el torneo. Finalmente, la AUF mantuvo su postura, y fue a disputar la Copa América sin jugadores de Peñarol.
En octubre de 1922, tanto Peñarol como Central pidieron autorización para jugar amistosos contra Racing e Independiente, la que fue negada por iniciativa del expresidente de Peñarol César Batlle Pacheco, que en ese entonces era el presidente de la AUF. Haciendo caso omiso a la negativa de la AUF, Peñarol y Central insistieron amenazando con abandonar el Campeonato Uruguayo si no se les permitía disputar los partidos. En noviembre, Peñarol resolvió jugar el partido contra Racing a pesar de la negativa de la AUF, además de "no jugar directamente con la Asociación Argentina ni prestar los jugadores a la AUF para disputar con ella" y concretar amistosos con la Asociación Amateur.
El 12 de noviembre de 1922 Peñarol y Central violan el artículo 7 del Estatuto de la AUF y cruzan el Río de la Plata para enfrentarse a los equipos de Avellaneda, Racing e Independiente respectivamente. Ese mismo día, luego de los partidos, se citó una asamblea extraordinaria de clubes presidida por el Dr. José María Reyes Lerena. Ante la propuesta del delegado de Nacional, Rodolfo Bermúdez, se desafilió de la AUF tanto a Peñarol como a Central por dieciséis votos a uno.
El 22 de noviembre de ese mismo año, en la sede de Peñarol, los clubes desafiliados fundaron la Federación Uruguaya de Football, que organizara sus propios campeonatos de manera paralela a los de la AUF. En 1923 la Federación Uruguaya de Football organizó el Campeonato Uruguayo de Suficiencia, en el cual participaron 32 clubes. En el primer año se consagró campeón Atlético Wanderers (un equipo alternativo del Montevideo Wanderers que competía en AUF), y Peñarol en el segundo.
La institución reconocida por la FIFA y la Conmebol siguió siendo la Asociación Uruguaya de Fútbol, que ese mismo año lograría obtener por cuarta vez el Campeonato Sudamericano de selecciones disputado en Montevideo, clasificando a los Juegos Olímpicos de París del año siguiente, donde la selección conquistaría la medalla de oro con un plantel conformado únicamente por jugadores pertenecientes a la AUF.
De los doce clubes que disputaron el campeonato de la AUF de 1922, todos, a excepción de los desafiliados, permanecieron en la Asociación para el campeonato siguiente. Los lugares dejados por Peñarol y Central fueron ocupados por Bella Vista y Fénix. Charley, Lito y Wanderers presentaron equipos alternativos para disputar simultáneamente los campeonatos de la FUF.

### La reunificación (1925-1927)
En 1925, mediante el Laudo Serrato, el gobierno uruguayo intervino para recomponer la situación y dictaminó la interrupción de los torneos que estaban en curso. Para ese momento, el campeonato de la AUF estaba liderado por Nacional, quien fue proclamado por la asociación como "primero e invicto", pero no "campeón".
La reciente Federación Uruguaya de Football también había creado su propio seleccionado, el cual disputó su último partido el 1 de mayo frente a Argentina, que perdería por 1-0. Por su parte, la Asociación Uruguaya de Fútbol disputó cinco amistosos ante Paraguay en ese año.
En 1926 tampoco se realizó el Campeonato Uruguayo, ya que el Laudo Serrato, a través del Consejo Provisorio del Football Nacional, estableció la disputa de un Torneo Provisorio para conformar el listado de clubes que participaría del Campeonato Uruguayo de 1927.
En la Serie A participaron todos los clubes que integraban la Primera División de la Asociación Uruguaya de Fútbol al momento de la separación, estableciéndose que todos ellos seguirían integrando la Primera División para el Campeonato Uruguayo de 1927. Por su parte, la Serie B estuvo integrada por los clubes restantes de la Primera División que se encontraban en la AUF y los equipos que estaban en la Primera División de la FUF. Los mejores diez equipos de la Serie B clasificarían al campeonato de 1927 hasta completar los 20 equipos, junto con los diez equipos ya clasificados de la Serie A.

### La Liga de 20 equipos

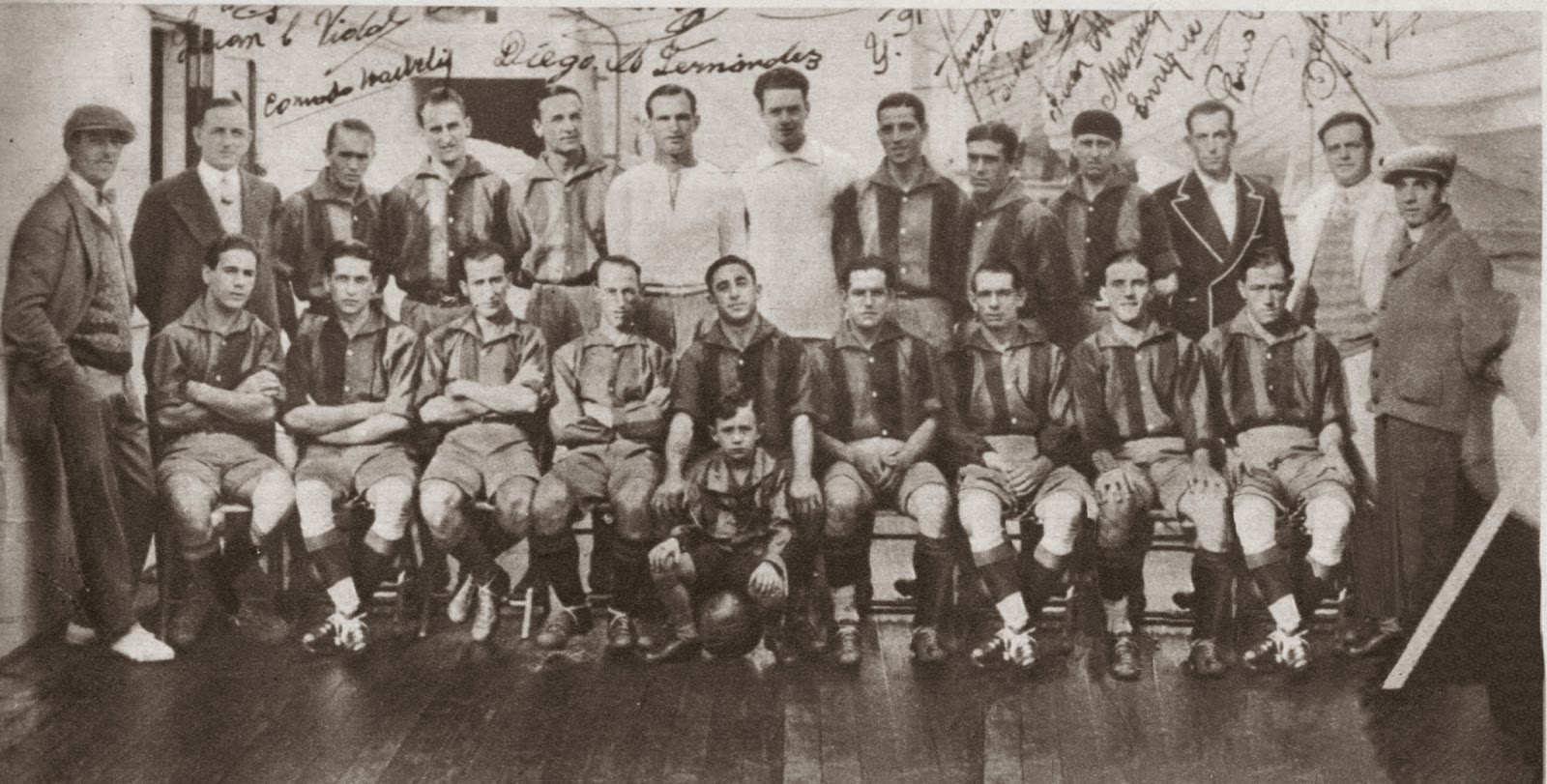
Rampla Juniors obtuvo el Campeonato Uruguayo de 1927, el que tuvo más equipos en la historia (20)

Luego de que el estado uruguayo determinara la suspensión de los campeonatos disputados en 1925, y realizara el Torneo del Consejo Provisorio para unificar la Asociación y la Federación, en 1927 retornó el Campeonato Uruguayo.
El Campeonato Uruguayo de 1927 marcó un hecho histórico en el fútbol uruguayo, al contar con la participación de veinte equipos, siendo el torneo con mayor cantidad de participantes de la historia. Este campeonato fue conquistado por Rampla Juniors, luego de imponerse en 25 de los 38 partidos disputados.

### Quinquenio de Oro de Nacional (1939-1943)
En este período, además de ganar 5 campeonatos consecutivos, Nacional logró varios récords que perduran hasta el día de hoy. Los jugadores de Nacional en esa época formaron uno de los mejores equipos de su historia; por ese entonces el plantel estaba formado por: Aníbal Paz, Rodolfo Pini, Arrazcaeta, Viana, Eugenio Galvalisi, Schubert Gambetta, Luis Ernesto Castro, Aníbal Ciocca, Atilio García, Roberto Porta, Bibiano Zapirain, José Farini, Luis Volpi, Cabrera, Héctor Romero, Rodríguez Candales, Di Mateo, Luz, Ferndádez, Ballesteros, Ricardo Faccio, Arispe, Arturo De León y Hernández.
En el campeonato de 1939, Nacional fue campeón por puntaje obtenido en los partidos, pero a raíz del caso Luz perdió el encuentro ganado frente a Racing (6-1). Pérez Luz haba sido autorizado por la Asociación para jugar, cumplida una pena en partidos de Segunda División (categoría Juvenil en ese entonces); pero luego, se dio marcha atrás esta decisión. Entonces terminó empatada la primera posición en Nacional y Peñarol y se tuvo que disputar una final como desempate. El partido se jugó el 28 de abril de 1940, y terminó con victoria para Nacional por 3-2 (goles de Arispe, Volpi y Atilio García). El entrenador del equipo en ese campeonato era el exfutbolista de la institución, Héctor "Manco" Castro.
En el campeonato de 1940, los tricolores quedaron 10 puntos arriba del segundo Rampla Juniors, habiéndole ganado el 8 de diciembre de dicho año a Peñarol por 5-1, en un partido que quedaría para el recuerdo debido a que Atilio Gárcia marcó 4 goles, siendo un récord absoluto en partidos clásicos, con la particularidad de que todos ellos los marcó de cabeza. En ese año Nacional superó por 13 puntos de diferencia al tradicional rival, en ese tiempo una diferencia récord.
En el campeonato de 1941 significó un logro histórico, ya que los tricolores se clasificaron campeones sin puntos perdidos: jugaron veinte partidos y ganaron los veinte partidos. El 14 de diciembre, en la última fecha del torneo, Nacional logró la mayor goleada clásica cuando le ganó a Peñarol por 6 a 0, en el recordado Día del 10 a 0, ya que en el partido preliminar el equipo de reserva de Nacional le había ganado a Peñarol por 4 a 0, y ambos resultados sumados marcaban los diez festejos tricolores esa tarde en el Estadio Centenario. Los goles bolsilludos fueron convertidos por Zapirain, Atilio en dos ocasiones, Fabrini, Luis Ernesto Castro y Porta. Además de esta histórica victoria, Nacional alcanzó otros grandes resultados: a Bella Vista (3-2 y 3-1), Defensor (6-0 y 4-1), Sud América (3-2 y 4-2), Liverpool (6-0 y 4-2), Rampla Juniors (6-1 y 4-1) y Racing Club (4-0 y 4-0), marcando 79 goles en toda la temporada.
Finalmente en el campeonato de 1942 y 1943, Nacional volvería a coronarse campeón, por 3 y 5 puntos de diferencia frente a Peñarol respectivamente, escolta en ambas ocasiones. El 6 de diciembre de 1942 Nacional le ganó a Peñarol en todas las divisiones inferiores (el equipo principal y las 3 categorías juveniles de ese entonces). El Quinquenio se obtendría el 21 de noviembre de 1943, con triunfo sobre los aurinegros por 3-1, con goles anotados por Porta (doblete) y Atilio García.
Asimismo, Nacional obtuvo el único sexenio de la historia, ganando consecutivamente el Torneo de Honor de la AUF entre 1938 y 1943.

### Primer Quinquenio de Oro de Peñarol (1958-1962)
En ese entonces, el Torneo de Honor funcionaba como la primera rueda del Campeonato Uruguayo, (aunque esto no cambió el sistema del campeonato, el de todos contra todos, y no guardaba relación con el campeón uruguayo) la cual constaba de 9 fechas. En el campeonato de 1958, Peñarol comenzó con derrota frente a Rampla Juniors por 1-2, pero se repuso en la fecha siguiente frente a Liverpool ganando 3-1. En el clásico ante Nacional, el partido quedó en empate sin goles. Peñarol sumó 24 puntos, uno más que Nacional, como resultado de 10 victorias, 4 empates y 4 derrotas, una de las victorias contra Nacional por 2 a 1. En ese torneo se destacó la participación de Sud América, que tras ascender quedó cuarto en el campeonato, habiendo vencido a Peñarol en los dos partidos del campeonato (1-0 y 2-1), y empatar y vencer a Nacional (0-0 y 1-0).
En el campeonato de 1959 Nacional y Peñarol quedaron igualados en la primera posición, con 26 puntos, por lo que tuvieron que disputar un desempate. Sin embargo, dicha final no se pudo disputar hasta el año siguiente (1960), debido a que el calendario de la selección uruguaya alteraba la realización del torneo. En el campeonato regular, Peñarol ganó 8 de los 9 partidos de la primera rueda, incluyendo el clásico disputado el 27 de septiembre frente a Nacional por 2-0. En la segunda rueda Peñarol tuvo algunos tropiezos, obtuvo 4 victorias, 2 empates y 3 derrotas. Entre esas caídas está la derrota contra Nacional por 0-1. Finalmente, la final se disputó el 20 de marzo de 1960 y se conoció por la polémica Spencer-Linazza, debido a Peñarol incluyó a estos futbolistas que no participaron en el campeonato regular. El aurinegro afirmó que como el partido se jugaba en 1960, tenían la posibilidad de contar con jugadores nuevos, mientras Nacional sostuvo que el partido pertenecía a la temporada 1959 y debían jugarlo los futbolistas de esa temporada. A pesar de la polémica, Peñarol puso a estos jugadores en su equipo y se impuso por 2-0, con goles de Luis Cubilla y Carlos Linazza.
En el campeonato de 1960 Peñarol volvió a coronarse campeón, aunque debió volver a disputarse otro desempate. En este caso, se dio la particularidad de que su inmediato perseguidor no fue Nacional sino Cerro, con quien igualó en 28 puntos. La final se disputó el 18 de diciembre, en un Estadio Centenario repleto, con 60.000 espectadores aproximadamente. Peñarol resultó ganador por 3-1 con dos goles de Júpiter Crescio y uno de Alberto Spencer, uno de los mejores jugadores en la historia del club manya.
Finalmente, Peñarol obtuvo los campeonatos de 1961 y 1962 con dos campañas casi perfectas, con lo que completó el Quinquenio. En 1961 Peñarol ganó diecisiete de dieciocho partidos y la derrota fue frente a Cerro en la primera ronda, ganando los dos partidos clásicos frente a Nacional (1-0 en la primera ronda y 3-2 en la segunda ronda) y totalizando 30 puntos, 3 más que Nacional. En 1962, Peñarol ganó dieciséis partidos, empató uno y perdió uno, incluyendo dos victorias ante Nacional (4-1 en la primera ronda y 2-0 en la segunda ronda).

### El primer campeón "chico" de la era profesional
Con el paso de los años, en Uruguay se comenzó a llamar "grandes" a Nacional y Peñarol debido a la gran cantidad de títulos consecutivos que estos ganaban, sobre todo cuando la Conmebol puso en disputa un nuevo torneo internacional: la Copa Libertadores de América. Los grandes han tenido el honor de ganar este torneo en varias ocasiones, mientras que los otros clubes del país eran llamados "chicos" por la gran diferencia de títulos y victorias que estos tuvieron en comparación con los denominados grandes.
En el campeonato de 1976, Defensor Sporting (en aquel entonces llamado Club Atlético Defensor) salió campeón uruguayo por primera vez, siendo el primer equipo que no sea Nacional y Peñarol en salir campeón durante la era profesional. Si bien otros clubes llamados "chicos" ya habían conquistado el Campeonato Uruguayo anteriormente, este hecho es considerado histórico al quebrar una racha de 44 ediciones en las que Nacional y Peñarol se alternaron los campeonatos. Defensor ganó el campeonato con 32 puntos, un punto más que Peñarol que quedó subcampeón.
Una curiosidad es que después de que Defensor disputara el último partido del campeonato y la posterior obtención del título, estos dieron la vuelta olímpica en sentido contrario, algo que se repitió las otras tres veces que el equipo violeta salió campeón uruguayo.

### La etapa más competitiva (1984-1991)
La década de los años 80 y principios de los 90 fue la etapa más competitiva o pareja del Campeonato Uruguayo. Durante este período, las consagraciones de Nacional y Peñarol se hicieron más distanciadas, alternándose con otros equipos que comenzaron a ser revelación en el fútbol uruguayo. Entre 1987 y 1991 se desarrolló lo que se conoce como el "Quinquenio de los chicos", período en el que ninguno de los grandes pudo coronarse campeón.
En el Campeonato Uruguayo de 1984, se dio un hecho particular. Central Español, equipo que no acostumbraba a estar en la pelea por el campeonato, sorprendió a propios y extraños: ganó el campeonato de la Segunda División en 1983 y salió campeón en Primera División luego de ascender, hecho que constituye un récord en el fútbol uruguayo. Al igual que lo hecho por Defensor Sporting en 1976, Central Español fue el segundo equipo en quebrar una racha de campeonatos consecutivos de Nacional y Peñarol en el profesionalismo, esta vez de 7 campeonatos.
En 1987, Defensor Sporting vuelve a salir campeón, siendo el primer equipo en hacerlo durante la era profesional sin ser Nacional o Peñarol. Al año siguiente, Danubio fue campeón por primera vez en su historia, en el campeonato de 1988. En el Campeonato Uruguayo de Primera División 1989, sorprendió Progreso al quedar campeón, siendo un equipo acostumbrado a pelear en la zona baja de las posiciones. Este torneo fue un campeonato especial, pues por primera vez ocurrió que tres veces consecutivas se corone campeón un equipo chico, además de que solo se disputó una sola rueda por falta de tiempo en el calendario. En el campeonato de 1990 se corona campeón también por única vez hasta el momento y por cuarta vez un equipo chico, el Club Atlético Bella Vista, otro equipo revelación. Finalmente, Defensor Sporting vuelve a hacer historia al ser campeón uruguayo por tercera vez, las tres durante la era profesional, tras ganar el Campeonato Uruguayo de Primera División 1991, finalizando así el denominado "Quinquenio de los Chicos".
Cabe destacar los subcampeonatos del Montevideo Wanderers en los campeonatos de 1980 y 1985, y Danubio en 1983. Si bien en este período los equipos chicos fueron los que llamaron más la atención, los dos grandes también obtuvieron títulos. Los aurinegros conquistaron cuatro campeonatos: 1981, 1982, 1985 y 1986, mientras que los bolsos conquistaron dos títulos: 1980 y 1983.

### Segundo Quinquenio de Oro de Peñarol (1993-1997)
El segundo Quinquenio de Peñarol fue más complejo que el primero. A mediados de 1990 el club contrató al ex seleccionador argentino César Luis Menotti, con el objetivo de recuperar el título de campeón uruguayo, que Peñarol no ostentaba desde 1986. Pero no realizó una buena campaña y quedó tercero, a 8 puntos del sorpresivo campeón, Bella Vista. En 1991 la AUF determinó la suspensión del Campeonato Uruguayo, hasta que todas las instituciones afiliadas a la asociación aceptaran una serie de medidas para evitar y prevenir actos de violencia. Peñarol debió afrontar dificultades extra futbolísticas en ese sentido, por una quita de puntos hacia el club por esos eventos.
Ya sin Menotti, y luego de que el campeonato de 1992 fuese ganado por Nacional, Peñarol se armó para intentar recuperar el trofeo. Para 1993 el club pasó a ser dirigido por Gregorio Pérez, y se sumaría al plantel uno de los principales ídolos de la hinchada y quien jugaría 10 años consecutivos en el club: Pablo Bengoechea. También ingresaron al plantel Marcelo Otero (Rampla Juniors) y Darío Silva (Defensor Sporting), y regresarían Mario Saralegui y Nelson Gutiérrez. Peñarol ganó el torneo con 36 unidades, dos más que Defensor Sporting y siete más que Nacional, cuarto en el torneo. Obtuvo dieciséis victorias, cuatro empates y cuatro derrotas. En ambos clásicos del campeonato Peñarol salió victorioso frente a Nacional, 1-0 en la primera rueda y 3-1 en la segunda rueda.
En el campeonato de 1994, la AUF decide cambiar el sistema de disputa, de todos contra todos a de dividir el torneo en dos torneos cortos llamados "Torneo Apertura" y "Torneo Clausura", con una tabla acumulada o "Tabla Anual" que daba derecho de entrar en la definición a un equipo que no ganara ninguno de los torneos cortos pero liderara  dicha tabla, vía semifinal vs el campeón de torneo corto con menos puntos. El primero se jugaba en la primera mitad del año y el segundo en la segunda mitad del año, y los ganadores de dichos torneos disputaban finales para decidir al campeón (siempre manteniendo el sistema de un único campeón). En dicho sistema, Defensor Sporting fue el primer equipo en ganar uno de los torneos cortos, al ganar el Torneo Apertura con 17 puntos, uno más que Basáñez, la revelación del torneo. El campeonato tuvo sanciones hacia los dos grandes: a Peñarol se le descontó cuatro puntos y finalizó con 14 unidades (tercer puesto), y a Nacional también se le descontó cuatro unidades y finalizó con 11 puntos (séptimo lugar). El Torneo Clausura fue ganado por Peñarol con 20 puntos, tres más que Nacional. En ese campeonato, los dos clásicos fueron ganados por Peñarol, ambos por 2-1. En las finales, Peñarol y Defensor Sporting empataron el primer partido, por lo que debió jugarse un segundo desempate, que también finalizó igualado, ambos partidos 1-1. En el tercer encuentro de desempate, Peñarol se impuso por 2-1 y se consagró campeón por segunda vez consecutiva.
En los campeonatos de 1995 y 1996, la fórmula fue casi la misma. En 1995 Peñarol y Liverpool igualaron en la cima del Torneo Apertura con 25 unidades. Peñarol obtuvo su primer Apertura tras caer en solo un partido, pero debió jugar el desempate por una quita de dos puntos por disturbios de su hinchada. La final la ganó Peñarol por 2-0. En el Torneo Clausura, Nacional y Peñarol igualaron en la primera posición con 27 puntos, por lo que debieron desempatar. El partido quedó igualado 2 a 2, y la victoria fue para Nacional por 5-3 luego de disputar los penales. En las finales, Peñarol ganó el primer partido (1-0) y Nacional el segundo (2-1), por lo que se debió ir al tercer desempate del campeonato. En dicho partido, los aurinegros se impusieron a los albos por 3-1. En 1996 Peñarol vuelve a ganar el Torneo Apertura con 23 puntos, unos más que Defensor Sporting y dos más que Nacional. El Torneo Clausura lo obtuvo otra vez Nacional, con 25 puntos, siete más que Rampla Juniors y diez más que Peñarol, ubicado en el sexto lugar con 15 unidades. A pesar de que Nacional obtuvo más puntos que Peñarol a lo largo del campeonato, Peñarol fue campeón tras disputar las finales, ganando la primera (1-0) y empatando la segunda (1-1).
Finalmente, en el campeonato de 1997 también lo obtuvo de una manera particular, resultando campeón a pesar de no conquistar ni el Torneo Apertura y ni el Torneo Clausura. Tras igualar en la primera posición de la Tabla Anual con Defensor Sporting en 44 puntos y debido a una modificación reglamentaria realizada a poco de finalizar el torneo, Peñarol accedió a las finales por tener mejor diferencia de goles. El Torneo Apertura fue ganado por Nacional con 25 puntos, mientras que Peñarol quedó tercero con 21 unidades, y en el Clausura terminó primero Defensor Sporting con 24 puntos, escoltado por Peñarol con 23 unidades. En las finales Peñarol le ganó a Nacional 3-2 y luego venció a Defensor Sporting a partidos de ida y vuelta, 1-0 y 3-0 respectivamente, logrando así el "Quinquenio".

### Repunte de Nacional
De la mano de Hugo de León, uno de los jugadores más destacados en el equipo tricolor y contratado para ser su nuevo director técnico, el Club Nacional de Football logró ganar, en el campeonato de 1998, los Torneos Apertura y Clausura en una misma temporada, siendo el primero en lograrlo, y además ganar tres títulos en un mismo campeonato. En el Torneo Apertura quedó primero con 27 unidades, 7 puntos más que Bella Vista, mientras en el Torneo Clausura, lo ganó con 23 puntos, uno más que Rentistas.
Nacional también ganó los dos clásicos de la temporada. En el Torneo Apertura, Carlos Camejo, un humilde futbolista procedente de Villa Española, recordado por su gran labor en el partido al haber marcado a Pablo Bengoechea, y posteriormente ser responsable de uno de los dos goles tricolores para la victoria de Nacional 2-0. En el Torneo Clausura, el equipo albo volvió a ganar el clásico con una gran victoria por 4-2 al equipo aurinegro.
Es destacable mencionar que Nacional cortó lo que podría haber sido el sexenio de Peñarol (ganar seis campeonatos consecutivos). Peñarol no pareció haber tenido el nivel que mostró en los campeonatos anteriores; en el Torneo Apertura finalizó tercero y en el Torneo Clausura en la cuarta posición, quedando a 9 y 4 puntos respectivamente del líder de ambos torneos, Nacional. El tricolor venía de varios años sin tener nivel competitivo, que además incluían una racha adversa de seis partidos clásicos sin ganar, pero a pesar de que Hugo de León era debutante como técnico, Nacional realizó una campaña perfecta.

### Unificación con equipos del interior

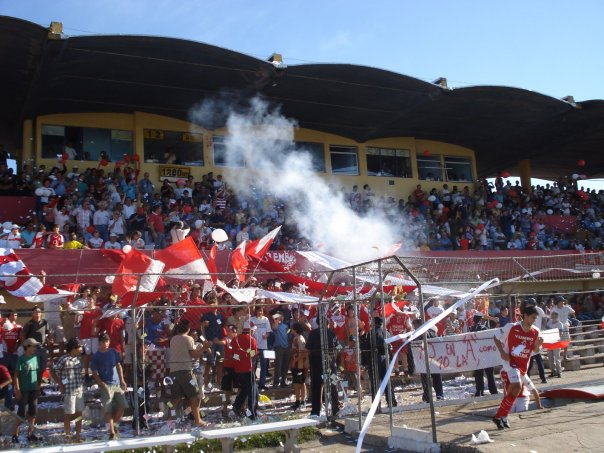
Luego de la integración, Tacuarembó fue el equipo del interior que más permaneció en primera división, con 13 temporadas consecutivas.

A partir del campeonato de 1932 llegó el profesionalismo al Campeonato Uruguayo, torneo que con ese año ya contaba con 29 ediciones. Con el pasar de los años, claramente el fútbol uruguayo se fue dividiendo en dos: el fútbol en Montevideo, y en el resto del país. En la primera mitad del siglo XX se conformaron las diferentes ligas en todo el interior del país, hasta que el 14 de julio de 1946 se conformó la Organización del Fútbol del Interior, organismo que controlaría el fútbol del interior del país. Muchos años después, en 1999, la Asociación Uruguaya de Fútbol permitió que equipos del interior del país formaran parte del Campeonato Uruguayo, en un intento de integrar a la Liga Uruguaya a los equipos ajenos a la capital. De todas formas, en la actualidad no existe una unificación real entre los equipos capitalinos y los del interior del país.
De los equipos del interior, los que han tenido una actuación más destacada dentro del Campeonato Uruguayo son Rocha y Tacuarembó. En el caso de Rocha, se coronó campeón del Torneo Apertura 2005 y clasificó a la Copa Libertadores 2006, siendo el único club del interior en ganar un torneo oficial en Uruguay y de clasificar a la Copa Libertadores. No obstante, la estadía de Rocha en Primera División fue breve. Por otra parte, Tacuarembó logró permanecer 13 temporadas consecutivas en el Campeonato Uruguayo con un buen nivel futbolístico, desde su ingreso en 1999 hasta 2011. El equipo de Gardel tuvo su mejor temporada en 2004, año en el que se coronó campeón del Torneo Reclasificatorio y clasificó a la Liguilla Pre-Libertadores.

### Inicios delsigloXXIy edición número 100.º
Se llegan a las primeras ediciones del Campeonato Uruguayo de Primera División en el siglo actual, y con ello la edición número 100.º de la Liga Uruguaya desde su creación en 1900. Desde este punto, se destacan los equipos de Defensor Sporting y Danubio que, junto con los grandes Nacional y Peñarol, son los cuatro equipos que han definido la mayoría de los campeonatos del siglo actual.
En los inicios del siglo presente, la AUF implementó dos torneos aparte de los de Apertura y Clausura, los cuales se caracterizaron por poner diferencias entre los equipos de Montevideo y del interior del país, sin embargo, duraron muy poco tiempo. El Torneo Clasificatorio fue un torneo que se disputó en la primera mitad del año, y clasificaba a jugar los torneos Apertura y Clausura en la segunda mitad del año (sin arrastrar los puntos conseguidos en el Clasificatorio). En él, se dividían en tres grupos, dos de ellos de equipos de Montevideo y el grupo restante de equipos del interior, y clasificaba a los primeros 10 equipos de la tabla general a los torneos Apertura y Clausura. Paralelamente al Apertura y Clausura, se disputó la Zona Permanencia, la cual agrupaba a los 8 restantes equipos de la tabla general del Torneo Clasificatorio (que sí arrastraban los puntos que consiguieron en dicho torneo), en el cual descendían los 2 peores equipos de Montevideo y el peor equipo del interior. El Torneo Clasificatorio fue ganado por Peñarol en 2001 y 2002, y Danubio en 2004.
Las tres primeras ediciones del campeonato fueron conseguidas por el Club Nacional de Football, luego de ganar los torneos Apertura 2000, Clausura 2001 (quedó cuarto en la tabla general del Clasificatorio) y Apertura 2002 (quedó segundo en la tabla general del Clasificatorio), luego de vencer a Peñarol en 2000 (campeón del Clausura 2000) y Danubio en 2001 y 2002 (campeón del Apertura 2001 y Clausura 2002, y anteriormente segundo y cuarto en el Clasificatorio, respectivamente).
En el campeonato de 2003, el Club Atlético Peñarol se consagró campeón luego de ganar el Torneo Clausura, y vencer en semifinales a Nacional, campeón del Torneo Apertura, por 1-0 sin necesidad de disputar finales por la ventaja de la tabla acumulada del equipo carbonero.
El Campeonato Uruguayo de Primera División de 2004 no fue un torneo más. En primer lugar, se trató de la 100.ª edición de la Liga Uruguaya. El ganador del torneo fue Danubio, que se impuso en las finales contra Nacional. Danubio llegó a la definición con ventaja deportiva, tras haber ganado el Torneo Clasificatorio y el Clausura, mientras que Nacional se quedó con el Apertura. Este torneo es recordado por la final que ambos equipos protagonizaron, en el que el equipo franjeado -tras ser goleado por el equipo tricolor 4-1 en el primer partido- hizo valer la ventaja deportiva y se coronó campeón al ganar el segundo partido por 1-0 con un recordado gol de taco de Diego Perrone en el tercer minuto de descuento. Por otro lado, fue el último Torneo Uruguayo que se disputó en el "año calendario". La AUF tomó la determinación de realizar una transición del fútbol uruguayo al estilo de temporada europea, por lo que el Campeonato Uruguayo de 2005 solo duró un semestre, dicho campeonato fue ganado por Nacional. En el segundo semestre de 2005 comenzaría la temporada 2005-06 adaptada al calendario europeo.

### Rocha: Primer campeón del interior de un torneo corto
En el campeonato 2005-06 (el primer torneo con el calendario europeo) se disputó el Torneo Apertura en el segundo semestre del año 2005. Al finalizar el torneo, los puntos conseguidos por cada equipo durante el Apertura se acumularían con los puntos conseguidos en el campeonato especial del primer semestre de 2005, para establecer los tres descensos a la Segunda División.
Dicho torneo fue la primera vez que un equipo del interior del país se consagraba campeón de un torneo oficial del fútbol uruguayo. El equipo en cuestión es el Rocha Fútbol Club, proveniente de la ciudad de Rocha. Los rochenses finalizaron el Torneo Apertura con 33 puntos, dos más que Nacional. A pesar de la excelente campaña de Rocha, resultó vital para su consagración la quita de 3 puntos hacia Nacional, que hubiese impedido el festejo del equipo celeste. Otros equipos sancionados por incidentes con sus hinchadas fueron Cerro (con quita de 6 puntos) y Peñarol (con quita de 12 unidades). Durante el desarrollo del Apertura se dio uno de los partidos más recordados del fútbol uruguayo en las últimas décadas, entre Peñarol y Danubio. El equipo franjeado venció al aurinegro en el Estadio Centenario por el abultado resultado de 7 a 2, siendo una de las derrotas más grandes que recibió el Club Atlético Peñarol en toda su historia, y una de las victorias más amplias del Danubio Fútbol Club en su historia. En ese particular partido, Peñarol comenzó ganando 2-0, pero Danubio se repuso y tras ir al descanso adelante en el marcador (3-2), terminó de completar la goleada en el segundo tiempo.
No obstante, Nacional terminó consagrándose campeón del Torneo Clausura (con 38 puntos) y de la Tabla Anual (con 69 unidades), por lo que accedió a las finales con Rocha. El Bolso se impuso a Rocha en los dos partidos disputados: 4-1 en el estadio Mario Sobrero de Rocha y 2-0 en el estadio Gran Parque Central. Rocha vio su segunda cara en el Torneo Clausura, ya que no pudo repetir la gran campaña del Apertura y finalizó en la posición número 15.º de 17 participantes, con solo 12 puntos. En tanto que Peñarol fue la gran decepción del torneo, al quedar último con solo 7 puntos.

### Danubio repite la hazaña
Danubio, dirigido por Gustavo Matosas, repitió lo logrado por Nacional en 1998, al consagrase Campeón Uruguayo (a tan solo 3 años de obtener el título en 2004) en la temporada 2006-07, ganando los Torneos Apertura y Clausura en un mismo campeonato y obteniendo tres títulos en toda la temporada.
A lo largo del campeonato, Danubio peleó el título principalmente con Peñarol, club con el que debió enfrentarse en la última fecha, además de un partido de desempate por el primer puesto en el Torneo Clausura. En el Torneo Apertura, Peñarol llegó con 33 puntos a la última fecha, dos puntos de ventaja sobre Danubio, quien venía de conseguir un solo punto en las dos fechas anteriores, por lo cual el empate le bastaba al manya para ganar el título. Aunque Peñarol comenzó en ventaja, Danubio remontó y ganó por 4-1, finalizando el Apertura con 34 puntos. Danubio presentaba un gran plantel por aquel entonces, con jugadores de renombre como: Edinson Cavani, Carlos Grossmüller, Jadson Viera, Raúl Ferro, Jorge Anchén, Luciano Barbosa, Miguel Ximénez y Juan Salgueiro.
Para el Torneo Clausura, casi la mitad de sus principales jugadores se fueron del club, y pese a no poder mostrar el mismo juego que en el Apertura, Danubio volvió a pelear el campeonato, estando en varias fechas como puntero y en la penúltima fecha asegurando la Tabla Anual. Al finalizar el torneo, Danubio y Peñarol finalizaron igualados con 32 puntos, por lo que se debió jugar un partido de desempate, que ganó Danubio. En dicho partido, Peñarol se adelantó con gol de Arévalo Ríos, pero cerca del final Danubio empató con gol de Hamilton Ricard, jugador que minutos después fuese expulsado del partido, por lo que Danubio tuvo que jugar todo el alargue con un hombre de menos. Se debió recurrir a los penales, y el equipo de la franja se impuso por 4-3, obteniendo el Clausura y el título de Campeón Uruguayo.
En los siguientes torneos también destacaron otros equipos. Defensor Sporting logró su cuarto Campeonato Uruguayo en el campeonato 2007-08. El violeta demostró un gran nivel, con jugadores como Diego de Souza, Pablo Gaglianone, Martín Silva, Tabaré Viudez o Sebastián Fernández. Defensor Sporting se quedó con el Torneo Apertura cosechando 35 puntos, 4 puntos más que su clásico rival y campeón defensor del título, Danubio. En el Torneo Clausura, Si bien Defensor Sporting finalizó en la cuarta posición con 31 puntos (misma cantidad que Liverpool (3.º) y Nacional (5.º) ordenados por diferencia de goles), le alcanzó al violeta para ganar la Tabla Anual.
Otro equipo destacado fue el Club Atlético River Plate, dirigido por Juan Ramón Carrasco. El club tuvo un muy buen plantel, con jugadores como Richard Porta, Jonathan Urretaviscaya, Jorge Rodríguez, Bruno Montelongo, Robert Flores o Henry Giménez. La prensa local denominó a su propuesta futbolística como el tiki tiki o el equipo playstation. Su afán por el arco rival generó varias goleadas abultadas, algunas de las más recordadas fueron contra Peñarol (6-3), Danubio (5-1), Rampla Juniors (7-0, la más amplia), o Defensor Sporting (5-1). Sin embargo, tenía problemas para cerrar los resultados en partidos importantes, al buscar anotar a pesar de ya ir en ventaja. Se destacan un partido frente a Nacional que perdió 3-6 habiendo estado 3-0, o el desempate del Torneo Clausura con Peñarol, ya que luego de igualar en la cima con 37 puntos tuvieron que enfrentarse para clasificar a las finales, partido que River Plate ganaba 3-2 al término del primer tiempo pero que terminó cayendo por 3-5. Ya en las definiciones del campeonato, Defensor Sporting venció a Peñarol.

### La final más larga
En el campeonato 2008-09 ocurrió la final más larga de un Campeonato Uruguayo desde que se implementó el sistema de Torneos Apertura y Clausura, disputada entre Nacional (ganador del Apertura) y Defensor Sporting (ganador del Clausura).
El camino de Nacional hacia el Apertura de 2008 fue bastante dificultoso. El equipo tricolor debía de disputar de local en un lleno Gran Parque Central frente al modesto Villa Española por la segunda fecha, pero el árbitro Líber Prudente suspendió el partido porque Nacional había ingresado al campo de juego un minuto tarde; lo que provocó que hinchas del bolso se amontonaran para reclamar y esperar a los árbitros en los accesos hacia la tribuna José María Delgado. Por este hecho Nacional fue castigado con cinco partidos con pérdida de localía. Luego de varios días en los tribunales de la AUF y de 94 días de muchas negociaciones, finalmente el partido se disputó en el Estadio Centenario, con victoria para Nacional. Luego de vencer a Peñarol en el clásico por 1-0, el torneo se suspendió a una fecha de finalizar el Apertura, por un masivo enfrentamiento entre hinchas de Nacional y Danubio, en el estadio de este último. El tricolor recibió una sanción de quita de tres puntos para la siguiente temporada, y debió esperar hasta febrero de 2009 para que se disputara la última fecha postergada, en la que superó con holgura a Central Español. No obstante, tuvo que disputar un desempate con Danubio, con quien compartió el liderato del campeonato, tras la victoria del franjeado en la hora y de atrás a Peñarol como local. El partido se disputó el 15 de febrero de 2009, y continuaban las dificultades para Nacional una vez que Danubio se puso en ventaja (con gol de Sergio Rodríguez) y el bolso quedó con un jugador menos en cancha. Sin embargo, logró revertir la situación con goles de Álvaro Fernández y Santiago García, remontando el resultado y consagrándose campeón del Torneo Apertura.
Por su parte, Defensor Sporting ganó un Torneo Clausura que también tuvo sus complicaciones. Nacional, tras obtener el beneficio de acceder a la definición del torneo, mostró desinterés por el Torneo Clausura para enfocarse en la Copa Libertadores 2009, torneo en el que alcanzó la semifinal. Sin embargo, Defensor Sporting, que también estaba clasificado a la Copa Libertadores, decidió afrontar la doble competencia sin alternar jugadores. Este torneo contó con 15 participantes, pues Villa Española fue descendido tras no poder pagar las deudas que debía a la Asociación Uruguaya de Fútbol. Defensor Sporting comenzó el torneo venciendo a Cerro de visitante por 1-0, y desde ese encuentro no perdió durante siete fechas, destacándose las victorias frente a los grandes: venció a Peñarol de visitante por 1-0 y a Nacional de local por 3-2 en las fechas cinco y seis respectivamente, en la octava fecha no la disputó debido a que no estaba Villa Española, hasta caer en la fecha nueve contra Cerro Largo por 2-3. En la fecha siguiente venció en el clásico a Danubio por 1-0 en el Franzini. Finalmente el violeta ganó el título en la última fecha, al vencer a Juventud de visitante por 2-1. Junto a este torneo, y a la buena participación de Defensor Sporting en el Torneo Apertura, en la que quedó tercero con 30 puntos, le valió para volver a ganar la Tabla Anual por segunda temporada consecutiva, accediendo a la definición por el título con ventaja deportiva.
En las finales, se debió disputar un total de 5 partidos para decidir al campeón uruguayo (vale aclarar que los tres primeros partidos eran de semifinales, entre los campeones de los Torneos Apertura y Clausura, y en caso de ganar el equipo que no obtuvo la Tabla Anual, debía jugar la final a dos partidos más, de ida y vuelta). El primer partido quedó en empate 1-1 y el desempate quedó con el mismo resultado, hasta que en el tercer desempate Nacional se impuso por 3-0. En las finales, Nacional ganó ambos partidos por 2-1 a Defensor Sporting, consagrándose campeón uruguayo.

### Hegemonía de los grandes
Desde el campeonato 2008-09 conquistado por Nacional hasta la actualidad, solamente hubo dos campeonatos ganados por equipos diferentes a los grandes. Esta hegemonía empezó con el repunte de Peñarol, luego de muchas campañas irregulares. El aurinegro se quedó con el campeonato 2009-10. A pesar de que el bolso ganara el Torneo Apertura, el aurinegro gana el Torneo Clausura y vence a su tradicional rival en las finales.
Luego de los incidentes en Jardines del Hipódromo frente a Danubio en el Torneo Apertura 2008 correspondiente a la temporada anterior (2008-2009), a Nacional se le descontaron 3 puntos para el Torneo Apertura de la temporada siguiente (2009-2010). Pero a pesar de esto Nacional sorprendió al volver al ganar este torneo, quedando primero con 36 puntos e incluso con una diferencia de 7 puntos respecto al segundo del torneo que fue Liverpool. Nacional debutó en el torneo con una victoria frente a Cerro Largo (1-0). Más adelante, el bolso consiguió algunos resultados destacados; frente a Defensor Sporting (3-0), Atenas de San Carlos (5-0), Central Español (5-1) Danubio (2-0) y el 6 de diciembre de 2009, vence a Peñarol en el clásico por 3 a 0. Aunque tuvo algunos resultados adversos, contra River Plate (0-1) y contra el Montevideo Wanderers (0-4). En tanto Peñarol tuvo varios altibajos, quedó quinto con 26 unidades, debutando con victoria frente a Wanderers (2-0) y destacando victorias frente a Rampla Juniors (3-0) y Atenas (5-0).
En el Torneo Clausura, se vería a un Peñarol más contundente, luego de contratar al último técnico que supiera ganar un Campeonato Uruguayo al equipo aurinegro (en 2003) Diego Aguirre. En los quince partidos, Peñarol obtuvo 14 victorias y solo un empate, el cual casualmente se dio en el clásico frente a Nacional, que quedó sin goles. De esas 14 victorias, 12 de ellas fueron de forma consecutiva, obteniendo el título con una suma abundante de 43 puntos, los cuales también le dieron la ventaja de la Tabla Anual. Entre tantas victorias, se destacan las conseguidas frente a Wanderers (4-2), Racing (3-0), Cerro Largo (5-0), Defensor Sporting (3-2) y Danubio (2-1). Además, quedó primero con una diferencia de 14 puntos respecto al segundo del torneo, Cerro, que obtuvo 29 unidades. Y una diferencia de 16 puntos respecto a su clásico rival, quedando este último en la cuarta posición, destacando algunas de sus victorias, frente a Racing (3-0), Atenas (6-0) y Danubio (2-1).
Tricolores y aurinegros se enfrentaron en la semifinal luego de 7 años (justamente el último campeonato que Peñarol ganó). Peñarol tenía la ventaja de la Tabla Anual, pero no la pudo aprovechar pues Nacional se quedó con el clásico ganando por 2 a 0, con doblete de Santiago García. Por lo que se debieron jugar las finales, dos partidos más, en los cuales Peñarol ganó el primero por la mínima diferencia con gol de Antonio Pacheco y el segundo quedó en empate a uno, adelantándose el bolso con gol de Alejandro Lembo, y empatando para el carbonero Matías Aguirregaray, resultado que coronó a Peñarol.
Peñarol volvió a conquistar un nuevo Campeonato Uruguayo, que no ganaba uno desde 7 años atrás. En dicho período, tuvo que pasar por constantes fracasos; en los torneos cortos solo ganó el Clausura 2008, en tanto que su tradicional rival ganó ya 3 Campeonatos Uruguayos, en 2005, 2005-06 y 2008-09, el Clausura 2006 y el Apertura 2008. En algunas ocasiones tuvo que sufrir algunas goleadas, cuando visitó a Liverpool en Belvedere por el Clausura 2004 (0-4), en el mismo campeonato frente a Danubio (1-5), las que también Danubio le propinó en el Apertura 2005 (2-7), y en el Apertura 2006 (1-4), River Plate en el Apertura 2007 (3-6) o en el clásico ante Nacional en el Apertura de esta misma temporada (3-0). Además del citado partido ante Nacional, Peñarol tuvo una racha muy adversa en clásicos, disputándose desde el 2003 hasta el 2010 un total de 27 clásicos, (oficiales y amistosos) con 6 victorias para el carbonero, 13 victorias para el albo y 8 empates.
El campeonato que cortó con la hegemonía fue el torneo de 2013-14, el cual fue conquistado por Danubio con la particularidad de ser el primer campeonato uruguayo de la historia en ser definido por dos equipos chicos. En este período sin embargo hubo varios torneos cortos en los cuales equipos chicos se consagraron o los definieron, como también estos definieron varios Campeonatos en este tiempo, siendo Defensor Sporting el club menor con más presencias en las definiciones. La edición 2011-12 contó con la particularidad de proclamar campeón a un técnico extranjero, Marcelo Gallardo con Nacional, por primera vez desde 1979 cuando Peñarol se coronó campeón con Dino Sani como entrenador. La edición 111.º de 2014/2015 tuvo algunos incidentes en su definición.

## Trofeo
El club que obtenga el Campeonato Uruguayo recibirá por parte de la Asociación Uruguaya de Fútbol el Trofeo de la Primera División de Uruguay, llamado Aníbal Z. Falco. A su vez, desde el campeonato 2016, quien obtenga el título portará la "Insignia del Campeón Uruguayo", que consiste en un logo conmemorativo en color plateado. Se utiliza en el frente de la camiseta, en la zona baja del pecho.
En el interior de la insignia se visualiza una imagen de la “Copa Aníbal Z. Falco”, máximo trofeo que entrega la AUF para premiar al Campeón Uruguayo, el que lo custodiará hasta el final del siguiente Campeonato. Dentro del escudo se lee “Campeón Uruguayo” y la sigla de la AUF.
Además, el campeón Uruguayo recibe la Copa Coca-Cola, trofeo entregado por la empresa patrocinadora del torneo. Para la temporada 2016, la multinacional renovó la copa para darle un aspecto más moderno. El trofeo fue confeccionado con materiales reciclados y posee baños en oro y plata. La base de la copa es macizo de bronce, y al final de toda su elaboración recibió un baño de níquel, un baño de oro 24 quilates y la parte de los logos de Coca-Cola, un baño de plata. El trofeo pesa aproximadamente cinco kilos.

## Patrocinio y televisación

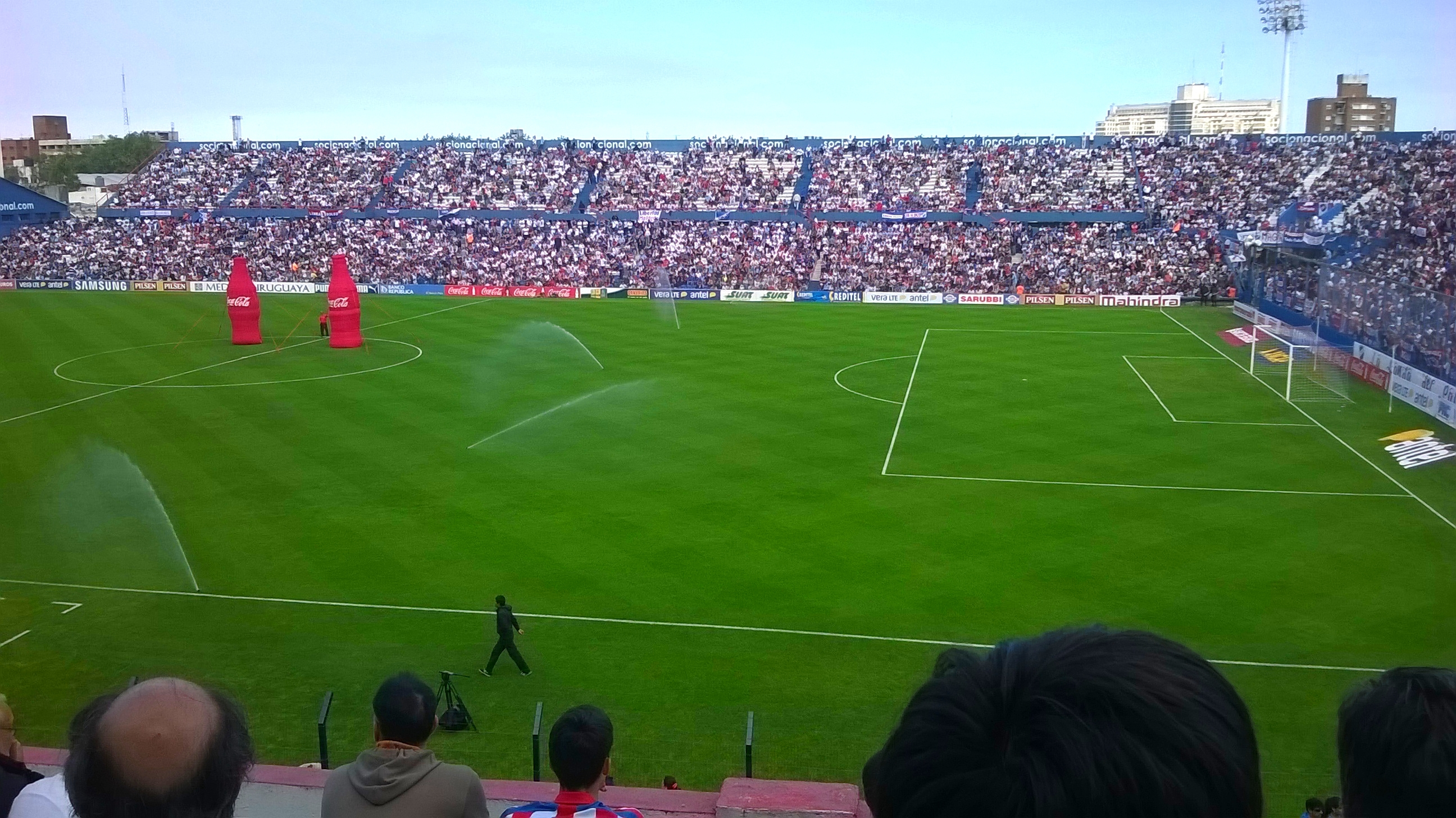
Imagen de la previa de un partido televisado en vivo. Aparecen los inflables de Coca-Cola y los logos de Antel, Sancor Seguros y Ancap.

Las principales empresas que patrocinan al fútbol uruguayo son la multinacional Coca-Cola y Nissan. En el caso de Coca-Cola, entrega un trofeo especial al campeón del torneo, además de colocar unas botellas inflables en el centro del campo de juego, antes del partido y durante el entretiempo. La imagen de Nissan, por su parte, aparece en cada televisación de los partidos de Primera División. Asimismo, también se pueden ver los logos de Antel a los costados de los arcos en los encuentros televisados, en conjunto con los de Sancor Seguros y Ancap.
Los derechos televisivos pertenecen desde mediados de 1999 a la empresa uruguaya Tenfield (de Francisco Casal, Nelson Gutiérrez y Enzo Francescoli). Anteriormente, la primera empresa en adquirir derechos televisivos había sido la argentina TyC Sports en 1994. El contrato de Tenfield con la AUF no estuvo exento de polémica debido a que la oferta seleccionada fue de 50 millones de dólares por 10 años, inferior a los 82 millones que ofrecía su competidora en la licitación. El contrato se siguió renovando constantemente hasta la actualidad, donde el contrato actual tiene fecha de finalización en 31 de diciembre de 2025.
Con respecto a la cobertura, los partidos son realizados bajo la producción de Tenfield y son televisados en directo por los canales VTV, GolTV, ESPN, Disney+ y TVC Deportes. A partir de la pandemia de covid-19 se televisan todos los partidos de la fecha, situación que se mantuvo después de que se permitió el retorno del público a las canchas.

## Equipos participantes
Un total de 60 equipos han participado de la Primera División desde que comenzó en el año 1900. El Club Nacional de Football es el equipo con más participaciones seguido por el Club Atlético Peñarol. De los equipos denominados menores, el que cuenta con más presencias en la máxima categoría es el Montevideo Wanderers.

### Temporada 2025
Datos actualizados para la temporada 2024 inclusive. Todos los datos estadísticos corresponden únicamente a los Campeonatos Uruguayos organizados por la Asociación Uruguaya de Fútbol. Los clubes que oficien en un determinado estadio como local, no implica necesariamente que sean propietarios del mismo.
| Equipo            | Ciudad                 | Estadio                       | Aforo  | Fundación                | Temp. | Temp. c. | Camp. | Subc. | Proveedor | 2024 |
| ----------------- | ---------------------- | ----------------------------- | ------ | ------------------------ | ----- | -------- | ----- | ----- | --------- | ---- |
| Boston River      | Montevideo             | Campeones Olímpicos (Florida) | 5 124  | 20 de febrero de 1939    | 10    | 10       | 0     | 0     | Kelme     | 3°   |
| Cerro             | Montevideo             | Luis Tróccoli                 | 25 000 | 1 de diciembre de 1922   | 78    | 3        | 0     | 1     | Mgr Sp.   | 13°  |
| Cerro Largo       | Melo                   | Arq. Antonio E. Ubilla        | 9 000  | 19 de noviembre de 2002  | 12    | 7        | 0     | 0     | Concreto  | 5°   |
| Danubio           | Montevideo             | Jardines del Hipódromo        | 18 000 | 1 de marzo de 1932       | 75    | 4        | 4     | 4     | Tiffosi   | 6°   |
| Defensor Sporting | Montevideo             | Luis Franzini                 | 16 000 | 15 de marzo de 1913      | 98    | 4        | 4     | 10    | Kelme     | 4°   |
| Juventud          | Las Piedras            | Juventud Parque Artigas       | 7 000  | 24 de diciembre de 1935  | 14    | 1        | 0     | 0     | Macron    |      |
| Liverpool         | Montevideo             | Belvedere                     | 8 384  | 15 de febrero de 1915    | 84    | 11       | 1     | 1     | Mgr Sp.   | 12°  |
| Miramar Misiones  | Montevideo             | Parque Palermo                | 4 072  | 25 de junio de 1980      | 17    | 2        | 0     | 0     | Mgr Sp.   | 10°  |
| Mont. City Torque | Montevideo             | Centenario                    | 60 235 | 26 de diciembre de 2007  | 6     | 1        | 0     | 0     | Puma      |      |
| Mont. Wanderers   | Montevideo             | Alfredo Víctor Viera          | 10 500 | 15 de agosto de 1902     | 109   | 26       | 3     | 8     | Umbro     | 8°   |
| Nacional          | Montevideo             | Gran Parque Central           | 37 000 | 14 de mayo de 1899       | 121   | 121      | 49    | 46    | Umbro     | 2°   |
| Peñarol           | Montevideo             | Campeón del Siglo             | 40 700 | 28 de septiembre de 1891 | 120   | 98       | 52    | 41    | Puma      | 1°   |
| Plaza Colonia     | Colonia del Sacramento | Juan Gaspar Prandi            | 3 000  | 22 de abril de 1917      | 14    | 1        | 0     | 0     | Mgr Sp.   |      |
| Progreso          | Montevideo             | Abraham Paladino              | 3 200  | 30 de abril de 1917      | 27    | 2        | 1     | 0     | XU        | 11°  |
| Racing            | Montevideo             | Parque Osvaldo Roberto        | 4 500  | 6 de abril de 1919       | 56    | 3        | 0     | 0     | Macron    | 7°   |
| River Plate       | Montevideo             | Parque Federico Saroldi       | 5 165  | 11 de mayo de 1932       | 77    | 22       | 0     | 1     | Mgr Sp.   | 9°   |

Nota: Los datos estadísticos acerca de temporadas disputadas, títulos y subtítulos correspondientes al Club Atlético Peñarol incluyen la trayectoria del CURCC. Para más información, véase: Decanato en el fútbol uruguayo.

## Campeones
En la historia, de los 121 Campeonatos Uruguayos organizados por la Asociación Uruguaya de Fútbol hasta la fecha, la gran mayoría fueron conquistados por los dos gigantes uruguayos. Nacional ha obtenido 49 y Peñarol 54. Los 20 títulos restantes fueron repartidos entre Danubio (4), Defensor Sporting (4), River Plate FC (4), Montevideo Wanderers (3), Rampla Juniors (1), Bella Vista (1), Central Español (1), Progreso (1) y Liverpool (1). Además, Peñarol obtuvo el campeonato de la Federación Uruguaya de Football de 1924 y la "Serie A" del torneo del Consejo Provisorio de 1926, al tiempo que la "Serie B" era obtenida por Bella Vista. Cabe destacar que la Asociación Uruguaya de Fútbol no reconoce los títulos de los campeonatos que haya organizado la FUF, y no convalida los torneos organizados bajo el Consejo Provisorio como Campeonatos Uruguayos.

### Títulos de liga por año
| Temp.                                   | N.º                | E.P.               | Campeón                  | Subcampeón           | Torneos cortos                                                | Torneos cortos                                                | Goleador                                                                                                  | DT Campeón             |
| --------------------------------------- | ------------------ | ------------------ | ------------------------ | -------------------- | ------------------------------------------------------------- | ------------------------------------------------------------- | --- | ---------------------- |
| The Uruguay Association Football League |                    |                    |                          |                      |                                                               |                                                               | |                        |
| 1900                                    | 1°                 | 4                  | CURCC (1)                | Albion               | -                                                             | -                                                             | James Buchanan - 6 (CURCC)                                                                                | ?                      |
| 1901                                    | 2°                 | 5                  | CURCC (2)                | Nacional             | -                                                             | -                                                             | Juan Pena - 6 (CURCC)                                                                                     | ?                      |
| 1902                                    | 3°                 | 6                  | Nacional (1)             | CURCC                | -                                                             | -                                                             | Bolívar Céspedes - 11 (Nacional)                                                                          | ?                      |
| 1903                                    | 4°                 | 7                  | Nacional (2)             | CURCC                | -                                                             | -                                                             | Juan Pena - 16 (CURCC)                                                                                    | ?                      |
| 1904                                    | No se disputó      | No se disputó      | No se disputó            | No se disputó        | No se disputó                                                 | No se disputó                                                 | No se disputó                                                                                             | No se disputó          |
| Liga Uruguaya de Football               |                    |                    |                          |                      |                                                               |                                                               | |                        |
| 1905                                    | 5°                 | 5                  | CURCC (3)                | Nacional             | -                                                             | -                                                             | Aniceto Camacho - 6 (CURCC)                                                                               | ?                      |
| 1906                                    | 6°                 | 6                  | Montevideo Wanderers (1) | CURCC                | -                                                             | -                                                             | Rafael de Miquelerena - 6 (M. Wanderers)                                                                  | ?                      |
| 1907                                    | 7°                 | 6                  | CURCC (4)                | Montevideo Wanderers | -                                                             | -                                                             | José Zuazú - 6 (Nacional)                                                                                 | ?                      |
| 1908                                    | 8°                 | 10                 | River Plate FC (1)       | Montevideo Wanderers | -                                                             | -                                                             | Alberto Cantury - 10 (Nacional)                                                                           | ?                      |
| 1909                                    | 9°                 | 11                 | Montevideo Wanderers (2) | CURCC                | -                                                             | -                                                             | Alberto Cantury - 12 (Nacional)                                                                           | ?                      |
| 1910                                    | 10°                | 9                  | River Plate FC (2)       | CURCC                | -                                                             | -                                                             | Alberto Cantury - 9 (Nacional)                                                                            | ?                      |
| 1911                                    | 11°                | 8                  | CURCC (5)                | Montevideo Wanderers | -                                                             | -                                                             | Felipe Canavessi - 10 (CURCC)                                                                             | ?                      |
| 1912                                    | 12°                | 8                  | Nacional (3)             | CURCC                | -                                                             | -                                                             | Pablo Dacal - 10 (Nacional)                                                                               | ?                      |
| 1913                                    | 13°                | 8                  | River Plate FC (3)       | Nacional             | -                                                             | -                                                             | Lúcio Gorla - 9 (Nacional)                                                                                | ?                      |
| 1914                                    | 14°                | 8                  | River Plate FC (4)       | Peñarol              | -                                                             | -                                                             | José Piendibene - 11 (Peñarol)                                                                            | ?                      |
| 1915                                    | 15°                | 10                 | Nacional (4)             | Peñarol              | -                                                             | -                                                             | Carlos Scarone - 13 (Nacional)                                                                            | ?                      |
| 1916                                    | 16°                | 9                  | Nacional (5)             | Peñarol              | -                                                             | -                                                             | José Piendibene - 8 (Peñarol)                                                                             | ?                      |
| 1917                                    | 17°                | 10                 | Nacional (6)             | Peñarol              | -                                                             | -                                                             | Héctor Scarone - 14 (Nacional)                                                                            | ?                      |
| 1918                                    | 18°                | 10                 | Peñarol (6)              | Nacional             | -                                                             | -                                                             | Héctor Scarone - 22 (Nacional)                                                                            | ?                      |
| 1919                                    | 19°                | 10                 | Nacional (7)             | Universal            | -                                                             | -                                                             | Manuel Varela - 10 (Nacional)                                                                             | ?                      |
| 1920                                    | 20°                | 12                 | Nacional (8)             | Peñarol              | -                                                             | -                                                             | Héctor Scarone - 19 (Nacional) Santos Urdinarán - 19 (Nacional)                                           | ?                      |
| 1921                                    | 21°                | 12                 | Peñarol (7)              | Nacional             | -                                                             | -                                                             | Pablo Terevinto - 17 (Peñarol)                                                                            | ?                      |
| 1922                                    | 22°                | 12                 | Nacional (9)             | Montevideo Wanderers | -                                                             | -                                                             | Ángel Romano - 12 (Nacional)                                                                              | ?                      |
| 1923                                    | 23°                | 12                 | Nacional (10)            | Rampla Juniors       | -                                                             | -                                                             | Héctor Scarone - 20 (Nacional)                                                                            | ?                      |
| 1924                                    | 24°                | 12                 | Nacional (11)            | Bella Vista          | -                                                             | -                                                             | Pedro Petrone - 20 (Nacional)                                                                             | ?                      |
| 1925                                    | No culminó         | No culminó         | No culminó               | No culminó           | No culminó                                                    | No culminó                                                    | Carlos Amatto - 10 (Nacional)                                                                             |                        |
| 1926                                    | Sin torneo oficial | Sin torneo oficial | Sin torneo oficial       | Sin torneo oficial   | Sin torneo oficial                                            | Sin torneo oficial                                            | Sin torneo oficial                                                                                        |                        |
| 1927                                    | 25°                | 20                 | Rampla Juniors (1)       | Peñarol              | -                                                             | -                                                             | Pablo Terevinto - 15 (Peñarol)                                                                            | ?                      |
| 1928                                    | 26°                | 16                 | Peñarol (8)              | Rampla Juniors       | -                                                             | -                                                             | Pablo Terevinto - 16 (Peñarol)                                                                            | ?                      |
| 1929                                    | 27°                | 14                 | Peñarol (9)              | Nacional             | -                                                             | -                                                             | Héctor Scarone - 14 (Nacional)                                                                            | ?                      |
| 1930                                    | No se disputó      | No se disputó      | No se disputó            | No se disputó        | No se disputó                                                 | No se disputó                                                 | No se disputó                                                                                             | No se disputó          |
| 1931                                    | 28°                | 12                 | Montevideo Wanderers (3) | Nacional             | -                                                             | -                                                             | Conduelo Píriz - 8 (Nacional) Pedro Duhart - 8 (Nacional)                                                 | ?                      |
| Liga Uruguaya de Football Profesional   |                    |                    |                          |                      |                                                               |                                                               | |                        |
| 1932                                    | 29°                | 10                 | Peñarol (10)             | Rampla Juniors       | -                                                             | -                                                             | Juan Miguel Labraga - 17 (Rampla Juniors)                                                                 | Leonardo de Lucca      |
| 1933                                    | 30°                | 10                 | Nacional (12)            | Peñarol              | -                                                             | -                                                             | Pedro Young - 33 (Peñarol)                                                                                | Américo Szigeti        |
| 1934                                    | 31°                | 10                 | Nacional (13)            | Peñarol              | -                                                             | -                                                             | Aníbal Ciocca - 13 (Nacional)                                                                             | Américo Szigeti        |
| 1935                                    | 32°                | 10                 | Peñarol (11)             | Nacional             | -                                                             | -                                                             | Antonio Castaldo - 12 (Defensor)                                                                          | Athuel Velázquez       |
| 1936                                    | 33°                | 10                 | Peñarol (12)             | Nacional             | -                                                             | -                                                             | Aníbal Ciocca - 14 (Nacional)                                                                             | Athuel Velázquez       |
| 1937                                    | 34°                | 10                 | Peñarol (13)             | Nacional             | -                                                             | -                                                             | Horacio Tellechea - 17 (Peñarol)                                                                          | Athuel Velázquez       |
| 1938                                    | 35°                | 11                 | Peñarol (14)             | Nacional             | -                                                             | -                                                             | Atilio García - 20 (Nacional)                                                                             | Athuel Velázquez       |
| 1939                                    | 36°                | 11                 | Nacional (14)            | Peñarol              | -                                                             | -                                                             | Atilio García - 22 (Nacional)                                                                             | William Reaside        |
| 1940                                    | 37°                | 11                 | Nacional (15)            | Rampla Juniors       | -                                                             | -                                                             | Atilio García - 19 (Nacional)                                                                             | Héctor Castro          |
| 1941                                    | 38°                | 11                 | Nacional (16)            | Peñarol              | -                                                             | -                                                             | Atilio García - 23 (Nacional)                                                                             | Héctor Castro          |
| 1942                                    | 39°                | 10                 | Nacional (17)            | Peñarol              | -                                                             | -                                                             | Atilio García - 19 (Nacional)                                                                             | Héctor Castro          |
| 1943                                    | 40°                | 10                 | Nacional (18)            | Peñarol              | -                                                             | -                                                             | Atilio García - 18 (Nacional)                                                                             | Héctor Castro          |
| 1944                                    | 41°                | 10                 | Peñarol (15)             | Nacional             | -                                                             | -                                                             | Atilio García - 21 (Nacional)                                                                             | Aníbal Tejada          |
| 1945                                    | 42°                | 10                 | Peñarol (16)             | Nacional             | -                                                             | -                                                             | Nicolás Falero - 19 (Central) Raúl Schiaffino - 19 (Peñarol)                                              | Alberto Supicci        |
| 1946                                    | 43°                | 10                 | Nacional (19)            | Peñarol              | -                                                             | -                                                             | Atilio García - 22 (Nacional)                                                                             | Enrique Fernández      |
| 1947                                    | 44°                | 10                 | Nacional (20)            | No se definió        | -                                                             | -                                                             | Nicolás Falero - 18 (Peñarol)                                                                             | Ricardo Faccio         |
| 1948                                    | No culminó         | No culminó         | No culminó               | No culminó           |                                                               |                                                               | |                        |
| 1949                                    | 45°                | 10                 | Peñarol (17)             | Nacional             | -                                                             | -                                                             | Óscar Míguez - 20 (Peñarol)                                                                               | Emérico Hirschl        |
| 1950                                    | 46°                | 10                 | Nacional (21)            | Peñarol              | -                                                             | -                                                             | Juan Ramón Orlandi - 14 (Nacional)                                                                        | Enrique Fernández      |
| 1951                                    | 47°                | 10                 | Peñarol (18)             | Nacional             | -                                                             | -                                                             | Juan Eduardo Hohberg - 16 (Peñarol)                                                                       | Emérico Hirschl        |
| 1952                                    | 48°                | 10                 | Nacional (22)            | Peñarol              | -                                                             | -                                                             | Héctor Rial - 14 (Nacional)                                                                               | Héctor Castro          |
| 1953                                    | 49°                | 10                 | Peñarol (19)             | Nacional             | -                                                             | -                                                             | Juan Eduardo Hohberg - 17 (Peñarol)                                                                       | Juan López             |
| 1954                                    | 50°                | 10                 | Peñarol (20)             | Danubio              | -                                                             | -                                                             | Juan Manuel Romay - 12 (Peñarol)                                                                          | Juan López             |
| 1955                                    | 51°                | 10                 | Nacional (23)            | Peñarol              | -                                                             | -                                                             | Javier Ambrois - 17 (Nacional)                                                                            | Ondino Viera           |
| 1956                                    | 52°                | 10                 | Nacional (24)            | Peñarol              | -                                                             | -                                                             | Carlos Carranza - 18 (Cerro)                                                                              | Ondino Viera           |
| 1957                                    | 53°                | 10                 | Nacional (25)            | Peñarol              | -                                                             | -                                                             | Walter Hernández - 16 (Defensor)                                                                          | Ondino Viera           |
| 1958                                    | 54°                | 10                 | Peñarol (21)             | Nacional             | -                                                             | -                                                             | Manuel Pedersen - 16 (Rampla Juniors)                                                                     | Hugo Bagnulo           |
| 1959                                    | 55°                | 10                 | Peñarol (22)             | Nacional             | -                                                             | -                                                             | Víctor Guaglianone - 13 (M. Wanderers)                                                                    | Roberto Scarone        |
| 1960                                    | 56°                | 10                 | Peñarol (23)             | Cerro                | -                                                             | -                                                             | Ángel Cabrera - 14 (Peñarol)                                                                              | Roberto Scarone        |
| 1961                                    | 57°                | 10                 | Peñarol (24)             | Nacional             | -                                                             | -                                                             | Alberto Spencer - 18 (Peñarol)                                                                            | Roberto Scarone        |
| 1962                                    | 58°                | 10                 | Peñarol (25)             | Nacional             | -                                                             | -                                                             | Alberto Spencer - 17 (Peñarol)                                                                            | Juan Peregrino Anselmo |
| 1963                                    | 59°                | 10                 | Nacional (26)            | Peñarol              | -                                                             | -                                                             | Pedro Rocha - 18 (Peñarol)                                                                                | Zezé Moreira           |
| 1964                                    | 60                 | 10                 | Peñarol (26)             | Rampla Juniors       | -                                                             | -                                                             | Héctor Salvá - 11 (Rampla Juniors)                                                                        | Roque Máspoli          |
| 1965                                    | 61°                | 10                 | Peñarol (27)             | Nacional             | -                                                             | -                                                             | Pedro Rocha - 15 (Peñarol)                                                                                | Roque Máspoli          |
| 1966                                    | 62°                | 10                 | Nacional (27)            | Peñarol              | -                                                             | -                                                             | Araquem de Melo - 12 (Danubio)                                                                            | Roberto Scarone        |
| 1967                                    | 63°                | 10                 | Peñarol (28)             | Nacional             | -                                                             | -                                                             | Alberto Spencer - 11 (Peñarol)                                                                            | Roque Máspoli          |
| 1968                                    | 64°                | 10                 | Peñarol (29)             | Nacional             | -                                                             | -                                                             | Alberto Spencer - 8 (Peñarol) Pedro Rocha - 8 (Peñarol) Rubén Bareño - 8 (Cerro) Rubén García - 8 (Cerro) | Rafael Milans          |
| 1969                                    | 65°                | 11                 | Nacional (28)            | Peñarol              | -                                                             | -                                                             | Luis Artime - 24 (Nacional)                                                                               | Zezé Moreira           |
| 1970                                    | 66°                | 11                 | Nacional (29)            | Peñarol              | -                                                             | -                                                             | Luis Artime - 21 (Nacional)                                                                               | Washington Etchamendi  |
| 1971                                    | 67°                | 12                 | Nacional (30)            | Peñarol              | -                                                             | -                                                             | Luis Artime - 16 (Nacional)                                                                               | Washington Etchamendi  |
| 1972                                    | 68°                | 12                 | Nacional (31)            | Peñarol              | -                                                             | -                                                             | Juan Mamelli - 20 (Nacional)                                                                              | Washington Etchamendi  |
| 1973                                    | 69°                | 12                 | Peñarol (30)             | Nacional             | -                                                             | -                                                             | Fernando Morena - 23 (Peñarol)                                                                            | Hugo Bagnulo           |
| 1974                                    | 70°                | 12                 | Peñarol (31)             | Nacional             | Tabla Anual: Peñarol (no clasificaba a la final)              | Tabla Anual: Peñarol (no clasificaba a la final)              | Fernando Morena - 27 (Peñarol)                                                                            | Hugo Bagnulo           |
| 1975                                    | 71°                | 12                 | Peñarol (32)             | Nacional             | Tabla Anual: Peñarol (no clasificaba a la final)              | Tabla Anual: Peñarol (no clasificaba a la final)              | Fernando Morena - 34 (Peñarol)                                                                            | Hugo Bagnulo           |
| 1976                                    | 72°                | 12                 | Defensor (1)             | Peñarol              | Tabla Anual: Defensor (no clasificaba a la final)             | Tabla Anual: Defensor (no clasificaba a la final)             | Fernando Morena - 18 (Peñarol)                                                                            | José de León           |
| 1977                                    | 73°                | 12                 | Nacional (32)            | Peñarol              | Tabla Anual: Peñarol (no clasificaba a la final)              | Tabla Anual: Peñarol (no clasificaba a la final)              | Fernando Morena - 19 (Peñarol)                                                                            | Pedro Dellacha         |
| 1978                                    | 74°                | 12                 | Peñarol (33)             | Nacional             | Tabla Anual: Peñarol (no clasificaba a la final)              | Tabla Anual: Peñarol (no clasificaba a la final)              | Fernando Morena - 36 (Peñarol)                                                                            | Dino Sani              |
| 1979                                    | 75°                | 13                 | Peñarol (34)             | Nacional             | Tabla Anual: Defensor (no clasificaba a la final)             | Tabla Anual: Defensor (no clasificaba a la final)             | Waldemar Victorino - 19 (Nacional)                                                                        | Dino Sani              |
| 1980                                    | 76°                | 14                 | Nacional (33)            | Montevideo Wanderers | Tabla Anual: Peñarol (no clasificaba a la final)              | Tabla Anual: Peñarol (no clasificaba a la final)              | Jorge Siviero - 19 (Sud América)                                                                          | Juan Mugica            |
| 1981                                    | 77°                | 15                 | Peñarol (35)             | Nacional             | Tabla Anual: Defensor (no clasificaba a la final)             | Tabla Anual: Defensor (no clasificaba a la final)             | Rubén Paz - 17 (Peñarol)                                                                                  | Luis Cubilla           |
| 1982                                    | 78°                | 14                 | Peñarol (36)             | Nacional             | Tabla Anual: Nacional (no clasificaba a la final)             | Tabla Anual: Nacional (no clasificaba a la final)             | Fernando Morena - 17 (Peñarol)                                                                            | Hugo Bagnulo           |
| 1983                                    | 79°                | 13                 | Nacional (34)            | Danubio              | Tabla Anual: Danubio (no clasificaba a la final)              | Tabla Anual: Danubio (no clasificaba a la final)              | Arsenio Luzardo - 13 (Nacional)                                                                           | Víctor Espárrago       |
| 1984                                    | 80°                | 13                 | Central Español (1)      | Peñarol              | Tabla Anual: Peñarol (no clasificaba a la final)              | Tabla Anual: Peñarol (no clasificaba a la final)              | José Villareal - 18 (Central Español)                                                                     | Líber Arispe           |
| 1985                                    | 81°                | 13                 | Peñarol (37)             | Montevideo Wanderers | Tabla Anual: Peñarol (no clasificaba a la final)              | Tabla Anual: Peñarol (no clasificaba a la final)              | Antonio Alzamendi - 13 (Peñarol)                                                                          | Roque Máspoli          |
| 1986                                    | 82°                | 13                 | Peñarol (38)             | Nacional             | Tabla Anual: Peñarol (no clasificaba a la final)              | Tabla Anual: Peñarol (no clasificaba a la final)              | Juan Ramón Carrasco - 11 (Nacional) Gerardo Miranda - 11 (Defensor)                                       | Roque Máspoli          |
| 1987                                    | 83°                | 13                 | Defensor (2)             | Nacional             | Tabla Anual: Montevideo Wanderers (no clasificaba a la final) | Tabla Anual: Montevideo Wanderers (no clasificaba a la final) | Gerardo Miranda - 13 (Defensor)                                                                           | Raúl Möller            |
| 1988                                    | 84°                | 13                 | Danubio (1)              | Peñarol              | Tabla Anual: Peñarol (no clasificaba a la final)              | Tabla Anual: Peñarol (no clasificaba a la final)              | Rubén da Silva - 23 (Danubio)                                                                             | Ildo Maneiro           |
| 1989                                    | 85°                | 13                 | Progreso (1)             | Nacional             | Tabla Anual: Defensor (no clasificaba a la final)             | Tabla Anual: Defensor (no clasificaba a la final)             | Johnny Miqueiro - 7 (Progreso) Diego Aguirre - 7 (Peñarol) Oscar Quagliata - 7 (Huracán Buceo)            | Saúl Rivero            |
| 1990                                    | 86°                | 14                 | Bella Vista (1)          | Nacional             | Tabla Anual: Nacional (no clasificaba a la final)             | Tabla Anual: Nacional (no clasificaba a la final)             | Adolfo Barán - 13 (Peñarol)                                                                               | Manuel Keosseian       |
| 1991                                    | 87°                | 14                 | Defensor Sporting (3)    | Nacional             | Tabla Anual: Defensor Sporting (no clasificaba a la final)    | Tabla Anual: Defensor Sporting (no clasificaba a la final)    | Julio Dely Valdés - 16 (Nacional)                                                                         | Juan Ahuntchaín        |
| 1992                                    | 88°                | 13                 | Nacional (35)            | CA River Plate       | Tabla Anual: Nacional (no clasificaba a la final)             | Tabla Anual: Nacional (no clasificaba a la final)             | Julio Dely Valdés - 13 (Nacional)                                                                         | Roberto Fleitas        |
| 1993                                    | 89°                | 13                 | Peñarol (39)             | Defensor Sporting    | Tabla Anual: Nacional (no clasificaba a la final)             | Tabla Anual: Nacional (no clasificaba a la final)             | Wilmar Cabrera - 13 (Huracán Buceo)                                                                       | Gregorio Pérez         |
| 1994                                    | 90°                | 13                 | Peñarol (40)             | Defensor Sporting    | Apertura: Defensor Sporting Clausura: Peñarol                 | Anual: Peñarol (no clasificaba a la final)                    | Darío Silva - 19 (Peñarol)                                                                                | Gregorio Pérez         |
| 1995                                    | 91°                | 13                 | Peñarol (41)             | Nacional             | Apertura: Peñarol Clausura: Nacional                          | Anual: Peñarol (no clasificaba a la final)                    | Juan González - 16 (Nacional)                                                                             | Gregorio Pérez         |
| 1996                                    | 92°                | 12                 | Peñarol (42)             | Nacional             | Apertura: Peñarol Clausura: Nacional                          | Anual: Nacional (no clasificaba a la final)                   | Juan González - 13 (Nacional)                                                                             | Jorge Fossati          |
| 1997                                    | 93°                | 12                 | Peñarol (43)             | Defensor Sporting    | Apertura: Nacional Clausura: Defensor Sporting                | Anual: Peñarol                                                | Pablo Bengoechea - 10 (Peñarol)                                                                           | Gregorio Pérez         |
| 1998                                    | 94°                | 12                 | Nacional (36)            | Peñarol              | Apertura: Nacional Clausura: Nacional                         | Anual: Nacional                                               | Martín Rodríguez - 13 (River Plate) Rubén Sosa - 13 (Nacional)                                            | Hugo de León           |
| 1999                                    | 95°                | 15                 | Peñarol (44)             | Nacional             | Apertura: Nacional Clausura: Peñarol                          | Anual: Peñarol                                                | Gabriel Álvez - 24 (Nacional)                                                                             | Julio Ribas            |
| 2000                                    | 96°                | 16                 | Nacional (37)            | Peñarol              | Apertura: Nacional Clausura: Peñarol                          | Anual: Nacional (no clasificaba a la final)                   | Javier Chevantón - 33 (Danubio)                                                                           | Hugo de León           |
| 2001                                    | 97°                | 18                 | Nacional (38)            | Danubio              | Apertura: Danubio Clausura: Nacional                          | Anual:Danubio (no clasificaba a la final)                     | Eliomar Marcón - 18 (Defensor Sporting)                                                                   | Hugo de León           |
| 2002                                    | 98°                | 18                 | Nacional (39)            | Danubio              | Apertura: Nacional Clausura: Danubio                          | Anual: Peñarol (no clasificaba a la final)                    | Germán Hornos - 25 (Fénix)                                                                                | Daniel Carreño         |
| 2003                                    | 99°                | 18                 | Peñarol (45)             | Nacional             | Apertura: Nacional Clausura: Peñarol                          | Anual: Peñarol                                                | Alexander Medina - 22 (Liverpool)                                                                         | Diego Aguirre          |
| 2004                                    | 100°               | 18                 | Danubio (2)              | Nacional             | Apertura: Nacional Clausura: Danubio                          | Anual: Danubio                                                | Alexander Medina - 26 (Nacional) Carlos Bueno - 26 (Peñarol)                                              | Gerardo Pelusso        |
| 2005                                    | 101°               | 18                 | Nacional (40)            | Defensor Sporting    | -                                                             | -                                                             | Pablo Granoche - 16 (Miramar Misiones)                                                                    | Martín Lasarte         |
| 2005-06                                 | 102°               | 18/17              | Nacional (41)            | Defensor Sporting    | Apertura: Rocha Clausura: Nacional                            | Anual: Nacional                                               | Pedro Cardoso - 17 (Rocha)                                                                                | Martín Lasarte         |
| 2006-07                                 | 103°               | 16                 | Danubio (3)              | Peñarol              | Apertura: Danubio Clausura: Danubio                           | Anual: Danubio                                                | Aldo Díaz - 15 (Tacuarembó)                                                                               | Gustavo Matosas        |
| 2007-08                                 | 104°               | 16                 | Defensor Sporting (4)    | Peñarol              | Apertura: Defensor Sporting Clausura: Peñarol                 | Anual: Defensor Sporting                                      | Christian Stuani - 19 (Danubio) Richard Porta - 19 (River Plate)                                          | Jorge Da Silva         |
| 2008-09                                 | 105°               | 16                 | Nacional (42)            | Defensor Sporting    | Apertura: Nacional Clausura: Defensor Sporting                | Anual: Defensor Sporting                                      | Liber Quiñones - 12 (Racing) Antonio Pacheco - 12 (Peñarol)                                               | Gerardo Pelusso        |
| 2009-10                                 | 106°               | 16                 | Peñarol (46)             | Nacional             | Apertura: Nacional Clausura: Peñarol                          | Anual: Peñarol                                                | Antonio Pacheco - 23 (Peñarol)                                                                            | Diego Aguirre          |
| 2010-11                                 | 107°               | 16                 | Nacional (43)            | Defensor Sporting    | Apertura: Defensor Sporting Clausura: Nacional                | Anual: Nacional                                               | Santiago García - 23 (Nacional)                                                                           | Juan Ramón Carrasco    |
| 2011-12                                 | 108°               | 16                 | Nacional (44)            | Defensor Sporting    | Apertura: Nacional Clausura: Defensor Sporting                | Anual: Nacional                                               | Richard Porta - 17 (Nacional)                                                                             | Marcelo Gallardo       |
| 2012-13                                 | 109°               | 16                 | Peñarol (47)             | Defensor Sporting    | Apertura: Peñarol Clausura: Defensor Sporting                 | Anual: Peñarol                                                | Juan Manuel Olivera - 18 (Peñarol)                                                                        | Jorge Da Silva         |
| 2013-14                                 | 110°               | 16                 | Danubio (4)              | Montevideo Wanderers | Apertura: Danubio Clausura: Montevideo Wanderers              | Anual: Montevideo Wanderers                                   | Héctor Acuña - 20 (Cerro)                                                                                 | Leonardo Ramos         |
| 2014-15                                 | 111°               | 16                 | Nacional (45)            | Peñarol              | Apertura: Nacional Clausura: Peñarol                          | Anual: Nacional                                               | Iván Alonso - 23 (Nacional)                                                                               | Álvaro Gutiérrez       |
| 2015-16                                 | 112°               | 16                 | Peñarol (48)             | Nacional             | Apertura: Peñarol Clausura: Plaza Colonia                     | Anual: Peñarol                                                | Gastón Rodríguez - 19 (M. Wanderers) Junior Arias - 19 (Liverpool)                                        | Jorge Da Silva         |
| 2016                                    | 113°               | 16                 | Nacional (46)            | Montevideo Wanderers | -                                                             | -                                                             | Gabriel Fernández - 8 (Racing) Pablo Silva - 8 (Villa Española)                                           | Martín Lasarte         |
| 2017                                    | 114°               | 16                 | Peñarol (49)             | Defensor Sporting    | Apertura: Defensor Sporting Clausura: Peñarol                 | Intermedio: Nacional Anual: Peñarol                           | Cristian Palacios - 29 (Peñarol)                                                                          | Leonardo Ramos         |
| 2018                                    | 115°               | 15                 | Peñarol (50)             | Nacional             | Apertura: Nacional Clausura: Peñarol                          | Intermedio: Nacional Anual: Peñarol                           | Gonzalo Bergessio - 17 (Nacional)                                                                         | Luis Diego López       |
| 2019                                    | 116°               | 16                 | Nacional (47)            | Peñarol              | Apertura: Peñarol Clausura: Nacional                          | Intermedio: Liverpool Anual: Nacional                         | Juan Ignacio Ramírez - 24 (Liverpool)                                                                     | Álvaro Gutiérrez       |
| 2020                                    | 117°               | 16                 | Nacional (48)            | Rentistas            | Apertura: Rentistas Clausura: Liverpool                       | Intermedio: Nacional Anual: Nacional                          | Gonzalo Bergessio - 25 (Nacional)                                                                         | Martín Ligüera         |
| 2021                                    | 118°               | 16                 | Peñarol (51)             | Nacional             | Apertura: Plaza Colonia Clausura: Peñarol                     | Anual: Peñarol                                                | Maximiliano Silvera - 21 (Cerrito)                                                                        | Mauricio Larriera      |
| 2022                                    | 119°               | 16                 | Nacional (49)            | Liverpool            | Apertura: Liverpool Clausura: Nacional                        | Intermedio: Nacional Anual: Nacional                          | Thiago Borbas - 18 (River Plate)                                                                          | Pablo Repetto          |
| 2023                                    | 120°               | 16                 | Liverpool (1)            | Peñarol              | Apertura: Peñarol Clausura: Liverpool                         | Intermedio: Liverpool Anual: Liverpool                        | Juan Ignacio Ramírez - 19 (Nacional)                                                                      | Jorge Bava             |
| 2024                                    | 121°               | 16                 | Peñarol (52)             | Nacional             | Apertura: Peñarol Clausura: Peñarol                           | Intermedio: Nacional Anual: Peñarol                           | Leonardo Fernández - 16 (Peñarol)                                                                         | Diego Aguirre          |

Notas:
1. ↑  No se disputó el torneo de 1904 debido a la Guerra civil de ese año.
2. ↑  El torneo de 1925 quedó inconcluso.
3. ↑  En 1926 no hubo torneo. Se disputó el Torneo del Consejo Provisorio, en el que se determinó los clubes que clasificarían al Campeonato Uruguayo de 1927, incorporando a los clubes disidentes que habían fundado la FUF.
4. ↑  El Campeonato Uruguayo de 1929 se disputó durante los años 1929 y 1930 (finalizando en diciembre de este último año). Por ende, el Campeonato Uruguayo de 1930 no se disputó.
5. ↑  En 1948 no se culminó el campeonato por la huelga de futbolistas.
6. ↑  Por motivos de calendario, este Campeonato Uruguayo se disputó a una sola rueda.
7. ↑  Campeonato Uruguayo "Especial", disputado en un sólo semestre y a una sola rueda, para acompasar la temporada al calendario "europeo" y disputar los Campeonatos Uruguayos de agosto a junio del año siguiente.
8. ↑  Defensor Sporting no se presentó a la final de desempate frente a Nacional, que salió campeón por walkover.
9. ↑  Campeonato Uruguayo "Especial", disputado en un sólo semestre y a una sola rueda, para volver a acompasar la temporada y disputar los Campeonatos Uruguayos durante el calendario de enero a diciembre.

Notas sobre entrenadores:
1. ↑  Reemplazó a Ondino Viera durante el torneo.
2. ↑  La final del torneo se jugó en 1940, y el equipo fue dirigido por Héctor Castro.
3. ↑  Reemplazó a Enrique Fernández durante el torneo.
4. ↑  Hugo Bagnulo dirigió durante todo el torneo, pero fue Roberto Scarone quien dirigió al equipo en la final disputada en 1960.
5. ↑  Reemplazó al húngaro Bela Guttman durante el torneo.
6. ↑  Reemplazó al chileno Fernando Riera durante el torneo.
7. ↑  Reemplazó a José María Rodríguez durante el torneo.
8. ↑  Sustituyó al argentino Eduardo Domínguez, quien dirigió los primeros 5 partidos.
9. ↑  Dirigió los últimos 2 partidos de la fase regular y los 2 partidos finales frente a Rentistas. Gustavo Munúa dirigió todo el Apertura y Jorge Giordano todo el Intermedio y 13 partidos del Torneo Clausura.

### Títulos de Liga por equipo
| Equipo               | Departamento | Campeón | Años de los campeonatos |
| -------------------- | ------------ | ------- | --- |
| Peñarol              | Montevideo   | 52      | 1900, 1901, 1905, 1907, 1911, 1918, 1921, 1928, 1929, 1932, 1935, 1936, 1937, 1938, 1944, 1945, 1949, 1951, 1953, 1954, 1958, 1959, 1960, 1961, 1962, 1964, 1965, 1967, 1968, 1973, 1974, 1975, 1978, 1979, 1981, 1982, 1985, 1986, 1993, 1994, 1995, 1996, 1997, 1999, 2003, 2009-10, 2012-13, 2015-16, 2017, 2018, 2021, 2024 |
| Nacional             | Montevideo   | 49      | 1902, 1903, 1912, 1915, 1916, 1917, 1919, 1920, 1922, 1923, 1924, 1933, 1934, 1939, 1940, 1941, 1942, 1943, 1946, 1947, 1950, 1952, 1955, 1956, 1957, 1963, 1966, 1969, 1970, 1971, 1972, 1977, 1980, 1983, 1992, 1998, 2000, 2001, 2002, 2005, 2005-06, 2008-09, 2010-11, 2011-12, 2014-15, 2016, 2019, 2020, 2022             |
| Defensor Sporting    | Montevideo   | 4       | 1976, 1987, 1991, 2007-08 |
| Danubio              | Montevideo   | 4       | 1988, 2004, 2006-07, 2013-14 |
| River Plate F. C.    | Montevideo   | 4       | 1908, 1910, 1913, 1914 |
| Montevideo Wanderers | Montevideo   | 3       | 1906, 1909, 1931 |
| Rampla Juniors       | Montevideo   | 1       | 1927 |
| Bella Vista          | Montevideo   | 1       | 1990 |
| Liverpool            | Montevideo   | 1       | 2023 |
| Central Español      | Montevideo   | 1       | 1984 |
| Progreso             | Montevideo   | 1       | 1989 |

### Títulos menores dentro de la Liga
Tabla con los títulos conquistados de torneos integrados dentro del propio sistema de competición del Campeonato Uruguayo.
Nota: El Torneo Clasificatorio únicamente determinaba qué equipos disputaban el Apertura y Clausura, y cuáles deberían competir por la permanencia, pero no acumulaba puntajes para la Tabla Anual. De todas formas, era un torneo oficial parte de la Liga Uruguaya y determinante para definir el campeón uruguayo.
| Equipo               | Departamento | Total | Torneos Apertura | Torneos Clausura | Torneos Intermedio | Torneos Clasificatorio |
| -------------------- | ------------ | ----- | ---------------- | ---------------- | ------------------ | ---------------------- |
| Nacional             | Montevideo   | 25    | 12               | 8                | 5                  | -                      |
| Peñarol              | Montevideo   | 21    | 7                | 11               | 1                  | 2                      |
| Defensor Sporting    | Montevideo   | 8     | 4                | 4                | -                  | -                      |
| Danubio              | Montevideo   | 7     | 3                | 3                | -                  | 1                      |
| Liverpool            | Montevideo   | 6     | 2                | 2                | 2                  | -                      |
| Plaza Colonia        | Colonia      | 2     | 1                | 1                | -                  | -                      |
| Rocha                | Rocha        | 1     | 1                | -                | -                  | -                      |
| Montevideo Wanderers | Montevideo   | 1     | -                | 1                | -                  | -                      |
| Rentistas            | Montevideo   | 1     | 1                | -                | -                  | -                      |

### Títulos de Copa por equipo
Listado de copas integradas al campeonato, que se disputaban de manera oficial y paralela al Campeonato Uruguayo.
| Equipo               | Departamento | Títulos | CC | CdH | TC | TdH | TC | CNA | TR | TdC | LM | TP | CdH | CI | SAO | SU | CU |
| -------------------- | ------------ | ------- | -- | --- | -- | --- | -- | --- | -- | --- | -- | -- | --- | -- | --- | -- | -- |
| Nacional             | Montevideo   | 54      | 7  | 7   | 10 | 15  | 7  | 2   | -  | -   | 3  | -  | -   | -  | -   | 3  | -  |
| Peñarol              | Montevideo   | 40      | 4  | 6   | 11 | 11  | 5  | -   | -  | -   | 1  | -  | -   | -  | -   | 2  | -  |
| Montevideo Wanderers | Montevideo   | 10      | 5  | 2   | 2  | 1   | -  | -   | -  | -   | -  | -  | -   | -  | -   | -  | -  |
| Defensor Sporting    | Montevideo   | 5       | -  | -   | -  | -   | 1  | 1   | -  | -   | -  | -  | -   | -  | -   | -  | 3  |
| Rampla Juniors       | Montevideo   | 4       | -  | -   | 2  | -   | 1  | -   | -  | 1   | -  | -  | -   | -  | -   | -  | -  |
| Liverpool            | Montevideo   | 4       | -  | -   | -  | -   | -  | -   | 1  | -   | -  | -  | -   | -  | -   | 3  | -  |
| Danubio              | Montevideo   | 2       | -  | -   | 1  | -   | -  | -   | -  | -   | -  | -  | 1   | -  | -   | -  | -  |
| River Plate          | Montevideo   | 2       | -  | -   | -  | -   | -  | -   | -  | -   | -  | 1  | -   | 1  | -   | -  | -  |
| River Plate FC       | Montevideo   | 1       | -  | 1   | -  | -   | -  | -   | -  | -   | -  | -  | -   | -  | -   | -  | -  |
| Universal            | Montevideo   | 1       | -  | 1   | -  | -   | -  | -   | -  | -   | -  | -  | -   | -  | -   | -  | -  |
| Central Español      | Montevideo   | 1       | -  | -   | 1  | -   | -  | -   | -  | -   | -  | -  | -   | -  | -   | -  | -  |
| Progreso             | Montevideo   | 1       | -  | -   | 1  | -   | -  | -   | -  | -   | -  | -  | -   | -  | -   | -  | -  |
| Miramar Misiones     | Montevideo   | 1       | -  | -   | -  | -   | -  | -   | -  | -   | -  | -  | -   | -  | 1   | -  | -  |
| Central              | San José     | 1       | -  | -   | -  | -   | -  | -   | -  | -   | -  | -  | -   | -  | 1   | -  | -  |
| Porongos             | Flores       | 1       | -  | -   | -  | -   | -  | -   | -  | -   | -  | -  | -   | -  | 1   | -  | -  |

## Estadísticas históricas

### Resumen de goleadores por cantidad de temporadas
En el listado se incluyen aquellos jugadores que lograron ser goleadores del Campeonato Uruguayo en más de una ocasión (faltan datos de los máximos goleadores entre 1907 y 1927).
Atilio García obtuvo el récord de ser el goleador de la liga en ocho oportunidades, siete de ellas de manera consecutiva.

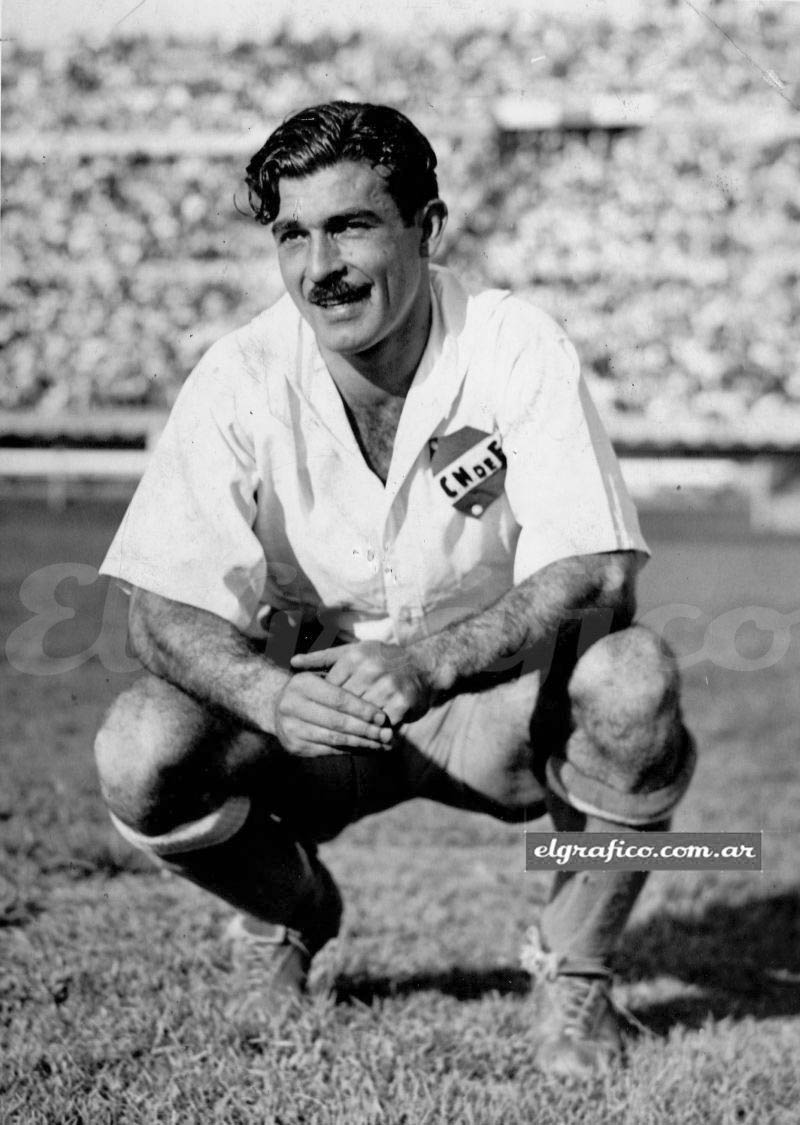
Atilio García fue ocho veces goleador del Campeonato Uruguayo con Nacional.

| Pos. | Jugador              | Club                   | Títulos | Temporadas                                     |
| ---- | -------------------- | ---------------------- | ------- | ---------------------------------------------- |
| 1    | Atilio García        | Nacional               | 8       | 1938, 1939, 1940, 1941, 1942, 1943, 1944, 1946 |
| 2    | Fernando Morena      | Peñarol                | 7       | 1973, 1974, 1975, 1976, 1977, 1978, 1982       |
| 3    | Alberto Spencer      | Peñarol                | 4       | 1961, 1962, 1967, 1968                         |
| 4    | Pablo Terevinto      | Peñarol                | 3       | 1921, 1927, 1928                               |
| 4    | Pedro Rocha          | Peñarol                | 3       | 1963, 1965, 1968                               |
| 4    | Luis Artime          | Nacional               | 3       | 1969, 1970, 1971                               |
| 7    | Juan Pena            | CURCC                  | 2       | 1901, 1903                                     |
| 7    | Aníbal Ciocca        | Nacional               | 2       | 1934, 1936                                     |
| 7    | Nicolás Falero       | Central / Peñarol      | 2       | 1945, 1947                                     |
| 7    | Óscar Míguez         | Peñarol                | 2       | 1948, 1949                                     |
| 7    | Juan Eduardo Hohberg | Peñarol                | 2       | 1951, 1953                                     |
| 7    | Gerardo Miranda      | Defensor               | 2       | 1986, 1987                                     |
| 7    | Julio Dely Valdés    | Nacional               | 2       | 1991, 1992                                     |
| 7    | Juan González        | Nacional               | 2       | 1995, 1996                                     |
| 7    | Alexander Medina     | Liverpool / Nacional   | 2       | 2003, 2004                                     |
| 7    | Antonio Pacheco      | Peñarol                | 2       | 2008-09, 2009-10                               |
| 7    | Richard Porta        | River Plate / Nacional | 2       | 2007-08, 2011-12                               |
| 7    | Gonzalo Bergessio    | Nacional               | 2       | 2018, 2020                                     |
| 7    | Juan Ignacio Ramírez | Liverpool / Nacional   | 2       | 2019, 2023                                     |

### Máximos goleadores históricos
Listado con los primeros 10 jugadores por número de goles en el Campeonato Uruguayo.
Fernando Morena posee el récord de mayor cantidad de goles en la Primera División del fútbol uruguayo, acumulando 228 anotaciones. Posee a la vez el récord de máxima cantidad de anotaciones en una misma temporada, con 36 goles, y mayor cantidad de goles en un mismo encuentro, con 7 anotaciones.

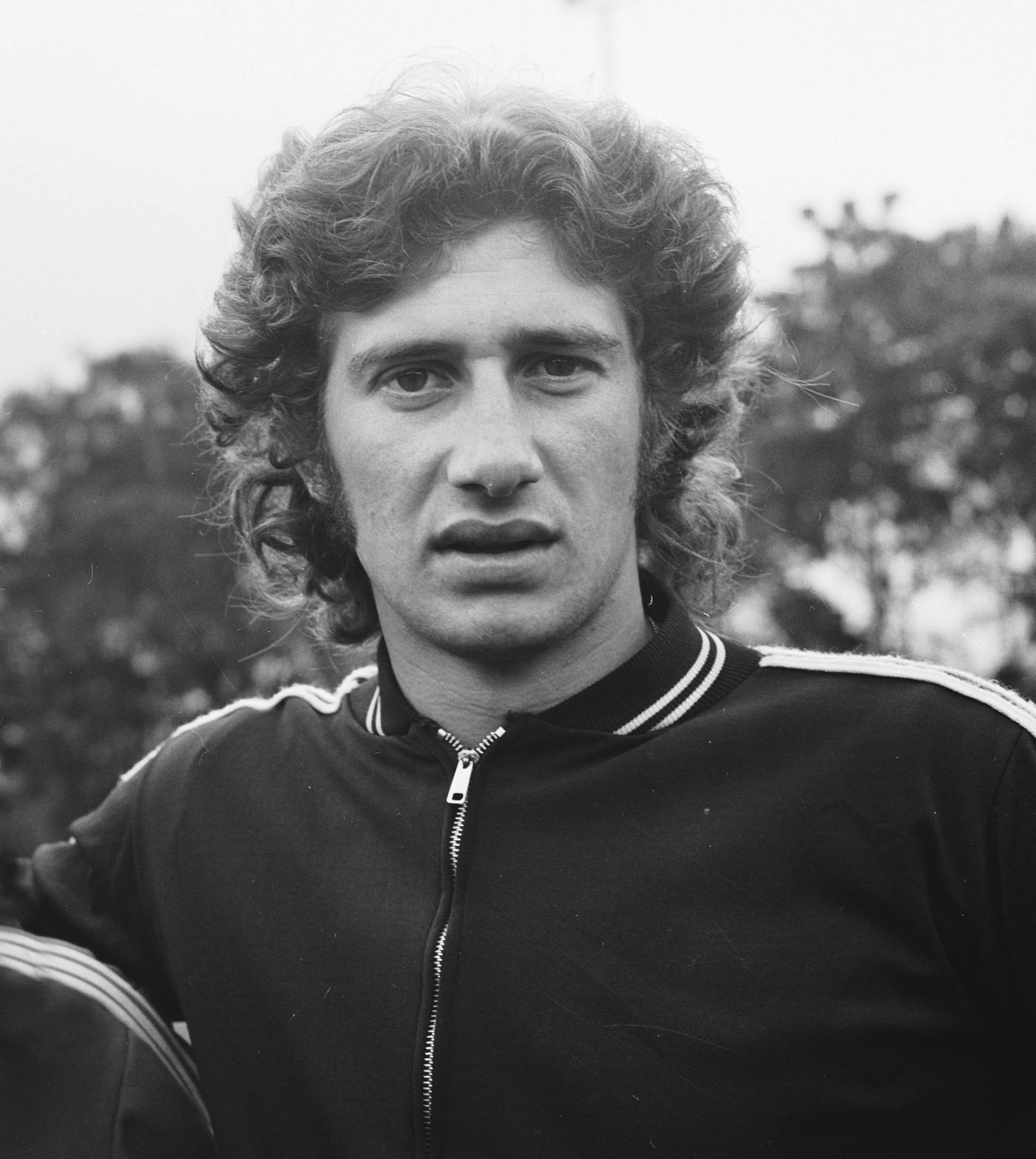
Fernando Morena, máximo goleador del Campeonato Uruguayo con 228 goles.

| Pos. | Jugador              | Club                                                                                      | Goles | Período                    | Partidos | Prom. |
| ---- | -------------------- | ----------------------------------------------------------------------------------------- | ----- | -------------------------- | -------- | ----- |
| 1°   | Fernando Morena      | River Plate (30), Peñarol (198)                                                           | 228   | 1969-1984                  | 244      | 0,93  |
| 2°   | Atilio García        | Nacional                                                                                  | 211   | 1938-1950                  | 210      | 1,01  |
| 3°   | Héctor Scarone       | Nacional                                                                                  | 163   | 1916-1934                  | 191      | 0,85  |
| 4°   | Antonio Pacheco      | Peñarol (131), M. Wanderers (10)                                                          | 141   | 1993-2000, 2003, 2007-2015 | 389      | 0,36  |
| 5°   | Pablo Terevinto      | Peñarol                                                                                   | 133   | 1920-1931                  | 157      | 0,84  |
| 6°   | Alberto Spencer      | Peñarol                                                                                   | 116   | 1960-1970                  | 167      | 0,69  |
| 7°   | Sebastián Fernández  | Miramar Misiones (22), Defensor Sporting (15), Nacional (46), Liverpool (8), Danubio (24) | 115   | 2004-2008, 2014-act.       |          |       |
| 8°   | René Borjas          | Montevideo Wanderers[cita requerida]                                                      | 109   | 1920-1931                  | 199      | 0,55  |
| 9°   | Héctor Castro        | Lito, Nacional                                                                            | 107   | 1921-1936                  | 181      | 0,59  |
| 10°  | Óscar Míguez         | Peñarol                                                                                   | 105   | 1948-1960                  | 137      | 0,76  |
| 10°  | Juan Ignacio Ramírez | Liverpool (82), Nacional (23)                                                             | 105   | 2015-2021, 2022-2023       | 216      | 0,47  |
| 12°  | Pedro Petrone        | Charley (1), Nacional (102)                                                               | 103   | 1923-1933                  | 97       | 1,06  |

Fuente: RSSSF Uruguay - League Top Scorers (en inglés)
Fuente: RSSSF - Uruguay All-Time Topscorers (en inglés)
- En negrita jugadores en activo.

### Máximas transferencias de jugadores

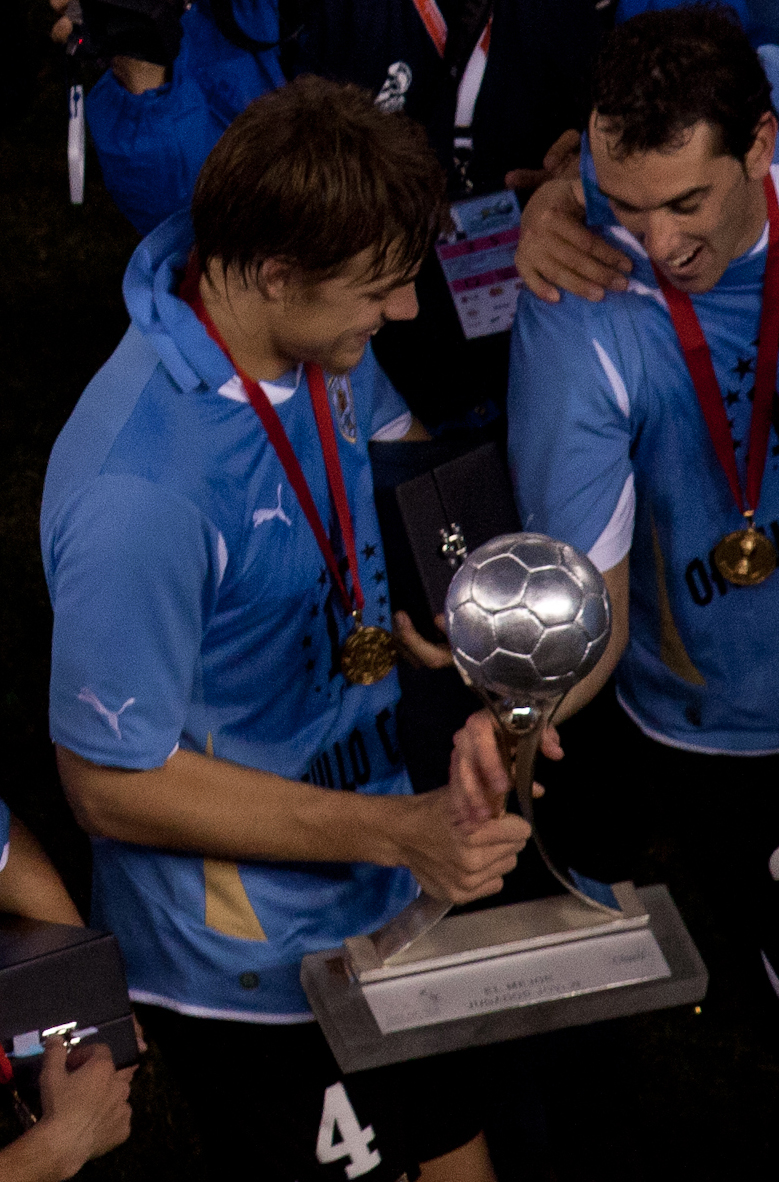
En 2011, Coates fue elegido como Mejor Jugador Joven de la Copa América. Luego fue el traspaso más caro de la historia del fútbol uruguayo.

Listado con los diez primeros futbolistas por su valor de transferencia. En algunos casos, los clubes vendieron el 100% de la ficha del jugador, mientras que en otros los valores de las transferencias son menores, pero los clubes conservaron altos porcentajes sobre la propiedad del futbolista.
El pasaje de Facundo Pellistri de Peñarol hacia el Manchester United aparece como forma testimonial, debido a que se trató de una rescisión de contrato y no de una transferencia.
| Pos. | Jugador            | Puesto | Año  | Procedencia | Club comprador    | Transferencia (€) | Porcentaje de venta |
| ---- | ------------------ | ------ | ---- | ----------- | ----------------- | ----------------- | ------------------- |
| 1°   | Sebastián Coates   | DEF    | 2011 | Nacional    | Liverpool         | € 12 000 000      |                     |
| 2°   | Luciano Rodríguez  | DEL    | 2024 | Liverpool   | Bahia             | € 10 500 000      | 70%                 |
| 3°   | Brian Rodríguez    | MED    | 2019 | Peñarol     | Los Angeles FC    | € 10 300 000      |                     |
| 4°   | Facundo Pellistri  | MED    | 2020 | Peñarol     | Manchester United | € 8 500 000       | —                   |
| 5°   | Darwin Núñez       | DEL    | 2019 | Peñarol     | Almería           | € 8 000 000       | 80%                 |
| 6°   | Facundo Torres     | DEL    | 2022 | Peñarol     | Orlando City      | € 7 800 000       | 70%                 |
| 7°   | Matías Arezo       | DEL    | 2022 | River Plate | Granada           | € 7 500 000       | 50%                 |
| 8°   | Gastón Pereiro     | MED    | 2015 | Nacional    | PSV Eindhoven     | € 7 000 000       |                     |
| 9°   | Matías Viña        | DEF    | 2020 | Nacional    | Palmeiras         | € 5 500 000       | 60%                 |
| 10°  | Santiago Rodríguez | MED    | 2020 | Nacional    | City Torque       | € 5 500 000       |                     |

Fuente: Los pases más caros en la historia del fútbol uruguayo     

### Vallas invictas
En primera división, quien ostenta el récord de imbatibilidad desde 1968 es Ladislao Mazurkiewicz, con 987 minutos. El segundo lugar lo ocupa Gustavo Munúa, quien en la temporada 2003 estuvo cerca de destronar el récord de Mazurkiewicz.
| Pos. | Jugador               | Equipo    | Temporada | Minutos invictos |
| ---- | --------------------- | --------- | --------- | ---------------- |
| 1°   | Ladislao Mazurkiewicz | Peñarol   | 1968      | 987              |
| 2°   | Gustavo Munúa         | Nacional  | 2003      | 962              |
| 3°   | Álvaro Núñez          | Rentistas | 1998      | 947              |
| 4°   | Eduardo García        | Nacional  | 1933      | 922              |

### Clasificación histórica
Nota: Actualizado hasta la temporada 2023, con solo los diez primeros lugares. Los puntajes son el resultado de los puntos obtenidos por victorias y empates, sin contar sanciones deportivas como quitas de puntos. Si bien la lista está confeccionada respetando la cantidad exacta de puntuación recibida por club, sin importar la modificación de cambios reglamentarios (antes las victorias sumaban 2 puntos y actualmente 3), se modificó esta clasificación aplicando la regla de 3 puntos por victoria, para acompasarla a las tablas perpetuas de otras ligas de Primera División.
Aclaración: en la sección "temporadas" no se contabilizan las inconclusas de 1925 y 1948; sin embargo, sí se contabilizan los partidos jugados, goles (a favor y en contra) y puntos obtenidos en ellas (por ende los partidos ganados y empatados, y también los perdidos).
|  | Pos. | Equipo            | Departamento | Temp. | PJ   | PG   | PE  | PP  | GF   | GC   | Dif.  | Camp. | Subc. | Puntos | División actual  |
|  | ---- | ----------------- | ------------ | ----- | ---- | ---- | --- | --- | ---- | ---- | ----- | ----- | ----- | ------ | ---------------- |
|  | 1    | Nacional          | Montevideo   | 119   | 2722 | 1752 | 563 | 433 | 5629 | 2496 | +3133 | 49    | 44    | 5802   | Primera División |
|  | 2    | Peñarol (+ CURCC) | Montevideo   | 118   | 2669 | 1660 | 584 | 425 | 5489 | 2472 | +3017 | 51    | 42    | 5633   | Primera División |
|  | 3    | Defensor Sporting | Montevideo   | 96    | 2299 | 924  | 665 | 710 | 3409 | 3036 | +373  | 4     | 8     | 3497   | Primera División |
|  | 4    | M. Wanderers      | Montevideo   | 107   | 2432 | 909  | 681 | 842 | 3305 | 3094 | +211  | 3     | 8     | 3458   | Primera División |
|  | 5    | Danubio           | Montevideo   | 73    | 1790 | 685  | 502 | 603 | 2479 | 2290 | +189  | 4     | 3     | 2605   | Primera División |
|  | 6    | Liverpool         | Montevideo   | 82    | 1957 | 647  | 547 | 763 | 2415 | 2739 | -324  | 1     | 1     | 2562   | Primera División |
|  | 7    | River Plate       | Montevideo   | 75    | 1828 | 625  | 534 | 679 | 2478 | 2648 | -170  | -     | 1     | 2447   | Primera División |
|  | 8    | Cerro             | Montevideo   | 76    | 1841 | 600  | 523 | 718 | 2287 | 2591 | -304  | -     | 1     | 2366   | Primera División |
|  | 9    | Rampla Juniors    | Montevideo   | 70    | 1649 | 582  | 448 | 619 | 2203 | 2330 | -127  | 1     | 5     | 2194   | Segunda División |
|  | 10   | Central Español   | Montevideo   | 64    | 1449 | 427  | 393 | 629 | 1735 | 2222 | -487  | 1     | -     | 1674   | Segunda División |

### Mayores goleadas del Campeonato Uruguayo
| Ganador                | Resultado | Rival                | Torneo  | Estadio                                      | Notas |
| ---------------------- | --------- | -------------------- | ------- | -------------------------------------------- | --- |
| Montevideo Wanderers   | 13 - 0    | French               | 1908    | Camino Millán (local: M. Wanderers)          | Máxima goleada en el amateurismo. Marquisio anotó 7 tantos en el partido, siendo récord en el amateurismo. |
| CURCC                  | 12 - 0    | Triunfo              | 1903    | Field de Villa Peñarol (local: CURCC)        | [cita requerida]                                                                                           |
| Montevideo Wanderers   | 12 - 1    | Intrépido            | 1907    | Camino Millán (local: M. Wanderers)          | [cita requerida]                                                                                           |
| Nacional               | 11 - 0    | Charley              | 1920    | Parque Pereira (local: Charley)              | [ 53 ] |
| Montevideo Wanderers   | 11 - 1    | Albion               | 1903    |                                              | [cita requerida]                                                                                           |
| Nacional               | 10 - 0    | Intrépido            | 1907    | Punta Carretas (local: Intrépido)            | [ 54 ] |
| Nacional               | 10 - 0    | River Plate          | 1938    | Centenario (local: Nacional)                 | Máxima goleada en el profesionalismo.                                                                      |
| CURCC                  | 10 - 1    | Montevideo           | 1907    | Field de Villa Peñarol (local: CURCC)        | [cita requerida]                                                                                           |
| Nacional               | 10 - 1    | Uruguay Onward       | 1920    | Parque Lugano (local: Uruguay Onward)        | [ 57 ] |
| Nacional               | 10 - 1    | Defensor             | 1942    | Centenario (local: Nacional)                 | [ 58 ] |
| CURCC                  | 9 - 0     | Deutscher            | 1900    | Field de Villa Peñarol (local: CURCC)        | [cita requerida]                                                                                           |
| CURCC                  | 9 - 0     | Deutscher            | 1900    | Gran Parque Central (local: Deutscher)       | [cita requerida]                                                                                           |
| Liverpool              | 9 - 0     | Bella Vista          | 1940    | Belvedere (local: Liverpool)                 | [ 56 ] [ 59 ]                                                                                              |
| Peñarol                | 9 - 0     | Rampla Juniors       | 1962    | Centenario (local: -)                        | [ 56 ] |
| Danubio                | 9 - 1     | Progreso             | 2007-08 | Jardines del Hipódromo (local: Danubio)      | [ 56 ] [ 60 ]                                                                                              |
| CURCC                  | 8 - 0     | Uruguay Athletic     | 1900    | Field de Villa Peñarol (local: CURCC)        | [cita requerida]                                                                                           |
| Nacional               | 8 - 0     | Albion               | 1903    | Field del Albion (local: Albion)             | [ 61 ] |
| CURCC                  | 8 - 0     | Albion               | 1903    | Field del Albion (local: Albion)             | [cita requerida]                                                                                           |
| CURCC                  | 8 - 0     | Montevideo Wanderers | 1903    | Villa Peñarol (local: CURCC)                 | [cita requerida]                                                                                           |
| Dublin                 | 8 - 0     | Albion               | 1908    | Punta Carretas (local: Dublin)               | [cita requerida]                                                                                           |
| Peñarol                | 8 - 0     | Dublin               | 1922    | Los Pocitos (local: Peñarol)                 | [cita requerida]                                                                                           |
| Peñarol                | 8 - 0     | Miramar              | 1946    | Centenario (local: Peñarol)                  | [cita requerida]                                                                                           |
| Nacional               | 8 - 1     | River Plate FC       | 1918    | Gran Parque Central (local: Nacional)        | [ 62 ] |
| Peñarol                | 8 - 1     | Charley              | 1921    | Los Pocitos (local: Peñarol)                 | [cita requerida]                                                                                           |
| Nacional               | 8 - 1     | Charley              | 1924    | Gran Parque Central (local: Nacional)        | [ 63 ] |
| Nacional               | 8 - 1     | Sud América          | 1945    | Centenario (local: Sud América)              | [ 64 ] |
| Rampla Juniors         | 8 - 1     | River Plate          | 1951    | Parque Nelson (local: Rampla Juniors)        | [cita requerida]                                                                                           |
| Nacional               | 8 - 1     | Fénix                | 1958    | Centenario (local: Nacional)                 | [ 65 ] |
| Defensor Sporting      | 8 - 1     | Juventud             | 2002    | Parque Artigas (local: Juventud)             | [cita requerida]                                                                                           |
| Montevideo City Torque | 8 - 2     | Montevideo Wanderers | 2020    | Parque A. Víctor Viera (local: M. Wanderers) | [cita requerida]                                                                                           |
| Nacional               | 8 - 3     | Cerro                | 1949    | Centenario (local: -)                        | [ 66 ] |
| Peñarol                | 8 - 4     | Miramar              | 1944    | Centenario (local: -)                        | [cita requerida]                                                                                           |